# Argelès-sur-Mer
Pour les articles homonymes, voir Argelès.
Argelès-sur-Mer (prononcé : /aʁʒəlɛs syʁ mɛʁ/,  ; en catalan : Argelers de la Marenda ou simplement Argelers), en Pays Catalan, est une commune française située dans le sud-est du département des Pyrénées-Orientales, en région Occitanie. Sur le plan historique et culturel, la commune est dans le Roussillon, une ancienne province du royaume de France, qui a existé de 1659 jusqu'en 1790 et qui recouvrait les trois vigueries du Roussillon, du Conflent et de Cerdagne.
Exposée à un climat méditerranéen, elle est drainée par le Tech, la Massane, la Riberette, le Ravaner, l'Abat, le Miloussa et par divers autres petits cours d'eau. La commune possède un patrimoine naturel remarquable : cinq sites Natura 2000 (le « massif des Albères », l'« embouchure du Tech et Grau de la Massane », la « côte rocheuse des Albères », « le Tech » et le « massif des Albères »), quatre espaces protégés (la réserve naturelle nationale de la forêt de la Massane, la réserve naturelle nationale du Mas Larrieu, le « Mas Larrieu » et le « Moulin d'Ensourd ») et douze zones naturelles d'intérêt écologique, faunistique et floristique.
La commune d'Argelès est connue dans l'histoire de la Guerre d'Espagne et de la Seconde Guerre mondiale pour le camp de concentration d'Argelès-sur-Mer, et la ville effectue un grand travail pour la mémoire des Républicains espagnols et des exilés de la Retirada.
Argelès-sur-Mer est aujourd'hui une commune urbaine et littorale qui compte 10 779 habitants en 2022, après avoir connu une forte hausse de la population depuis 1962. Elle est dans l'agglomération de Saint-Cyprien et fait partie de l'aire d'attraction de Perpignan. Ses habitants sont appelés les Argelésiens ou Argelésiennes.

## Géographie

### Localisation
La commune d'Argelès-sur-Mer se trouve dans le département des Pyrénées-Orientales, en région Occitanie et est frontalière avec l'Espagne (Catalogne).
Elle se situe à 20 km à vol d'oiseau de Perpignan, préfecture du département, et à 23 km de Céret, sous-préfecture.
Les communes les plus proches sont : 
Saint-André (4,2 km), Collioure (5,2 km), Sorède (5,8 km), Palau-del-Vidre (5,9 km), Latour-Bas-Elne (6,9 km), Port-Vendres (7,4 km), Elne (7,4 km), Laroque-des-Albères (8,0 km).
Sur le plan historique et culturel, Argelès-sur-Mer fait partie de l'ancienne province du Roussillon, qui a existé de 1659 jusqu'à la création du département des Pyrénées-Orientales en 1790 et qui recouvrait les trois vigueries du Roussillon, du Conflent et de Cerdagne.
| Palau-del-Vidre | Elne              | Mer Méditerranée |
| Saint-André     | Argelès-sur-Mer   | Collioure        |
| Sorède          | Espolla (Espagne) | Banyuls-sur-Mer  |

Situation de la commune (en vert) relativement au département.
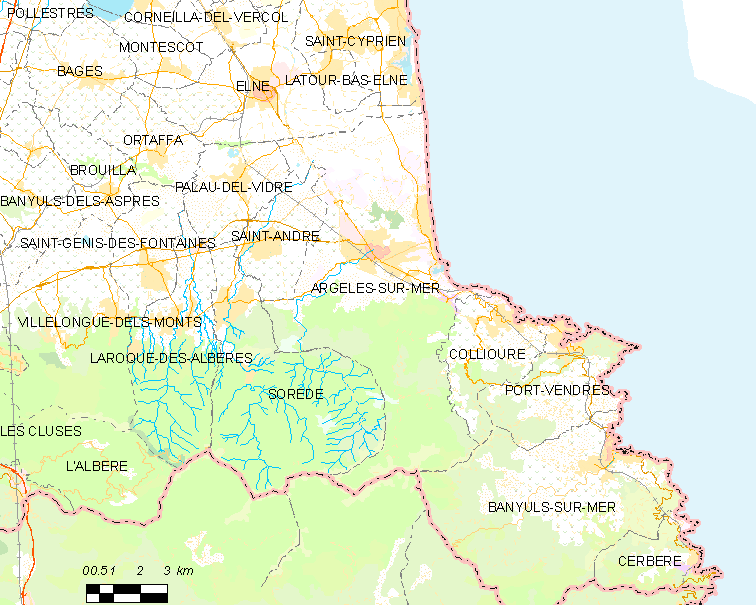
Situation de la commune.

### Paysages et relief
La superficie de la commune est de 5 867 hectares. L'altitude varie de 0 à 1 099 mètres. Le centre du village est à une altitude de 10 m.
La partie d'Argelès-sur-Mer située le long du littoral culmine au sein du quartier Saint-Pierre à une altitude de 21 mètres. Le quartier du Racou ne dépasse pas les 10 mètres d'altitude et est dominé par l'Éperon d'Argent, situé à 34 mètres d'altitude. Les points culminants du territoire d'Argelès-sur-Mer se situent au sud-ouest, dans la chaîne des Albères.

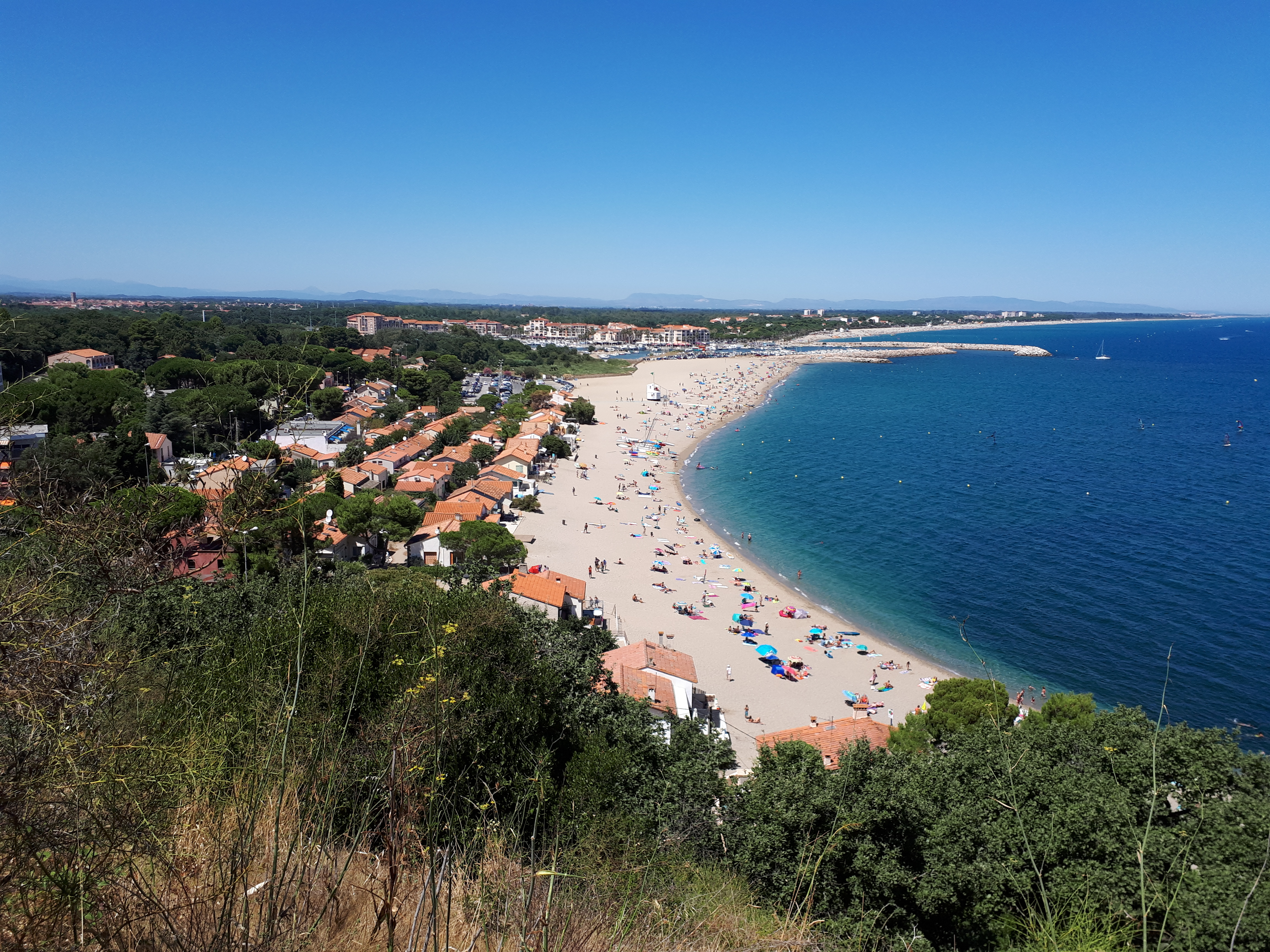
Le Racou et Port Argelès, vue vers le nord.

La commune est classée en zone de sismicité 3, correspondant à une sismicité modérée.

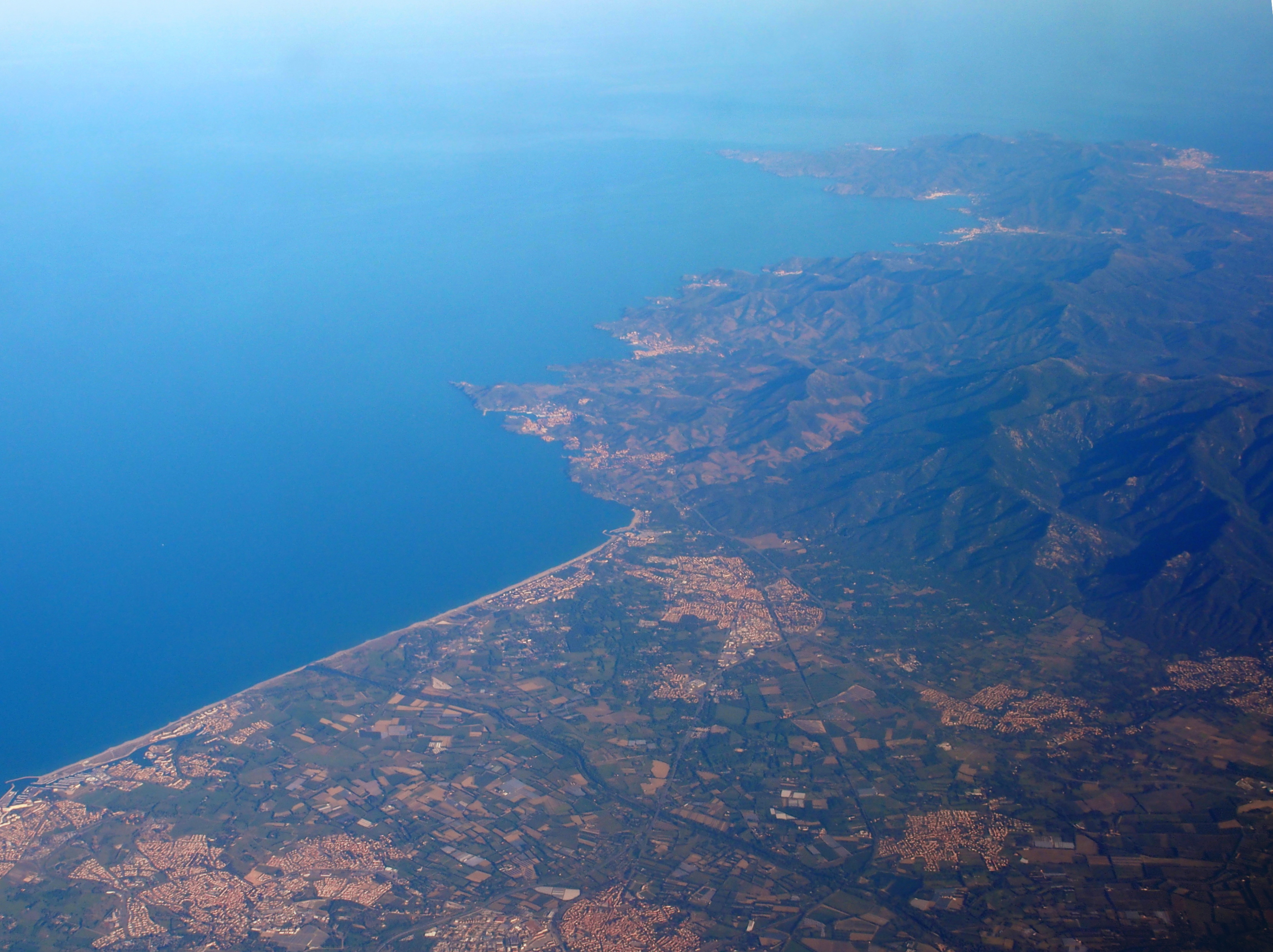
Vue aérienne : Argelès-sur-Mer (au centre), avec autour Port-Vendres, Collioure, Saint-André, Palau-del-Vidre, Elne, Latour-bas-Elne, Saint-Cyprien (en partant au-dessus, à droite, en bas et en bas à gauche).

### Géologie

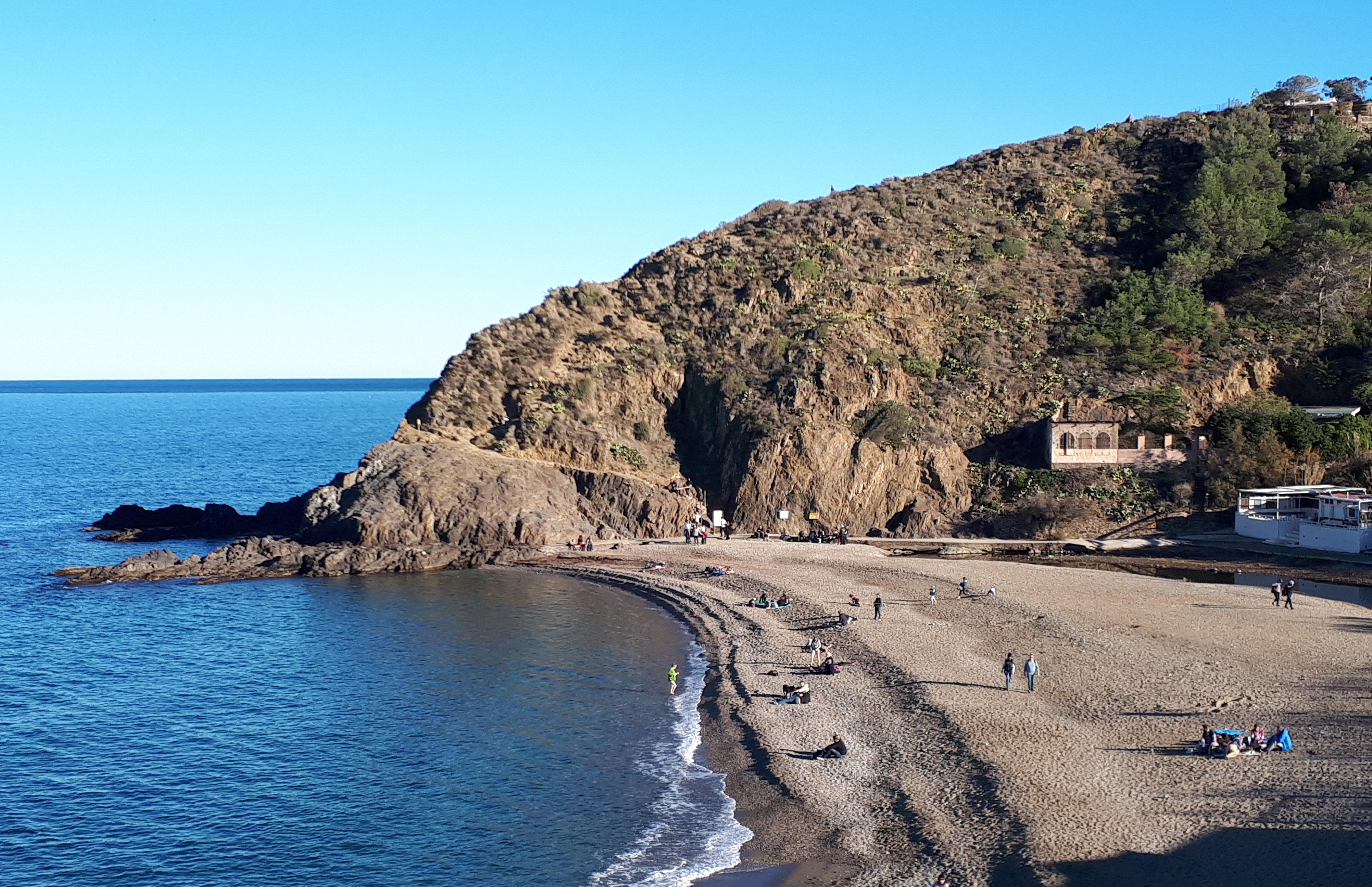
La plage de l'Ouille, située à l'extrême est de la commune. Les falaises situées à l'extrémité de la plage exposent des schistes édiacariens du "Groupe de Canaveilles". Ces roches pourraient avoir environ 600 millions d'années et font partie des formations géologiques les plus anciennes des Pyrénées orientales.

### Hydrographie
La commune est traversée par de nombreux cours d'eau, pour la plupart dans le sens de l'ouest ou du sud-ouest vers le littoral, situé à l'est de la commune. On trouve du nord au sud :
- le Tech : le fleuve trouve son embouchure au sein de la réserve naturelle du Mas Larrieu ;

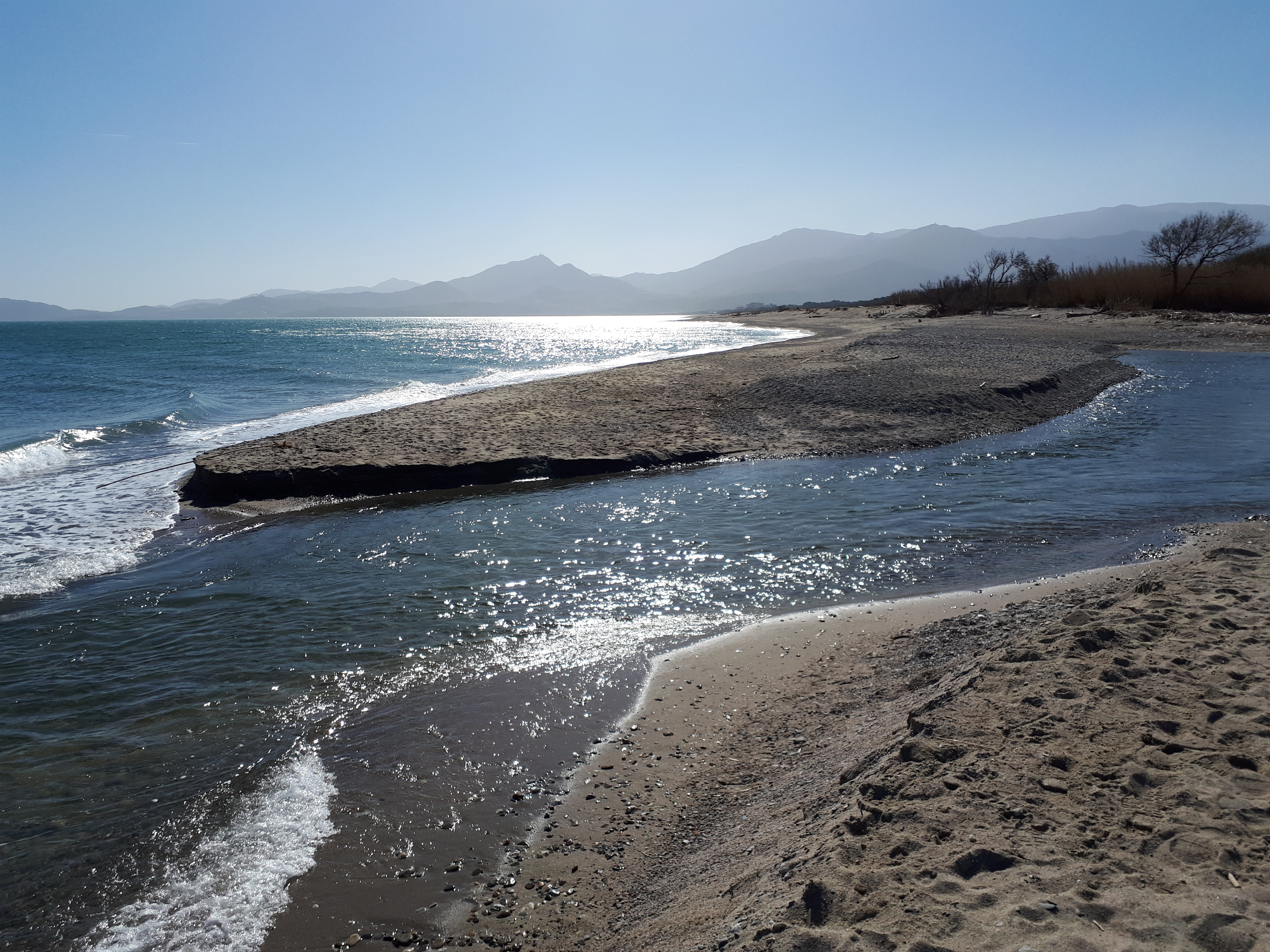
L'embouchure du Tech.

- la Ribereta, qui afflue au Grau de la Riberata ;
  - la Noguera, affluent RD de la Riberta ;
- la Massane : ce petit fleuve traverse le village d'Argelès-sur-Mer et afflue au sein du port.

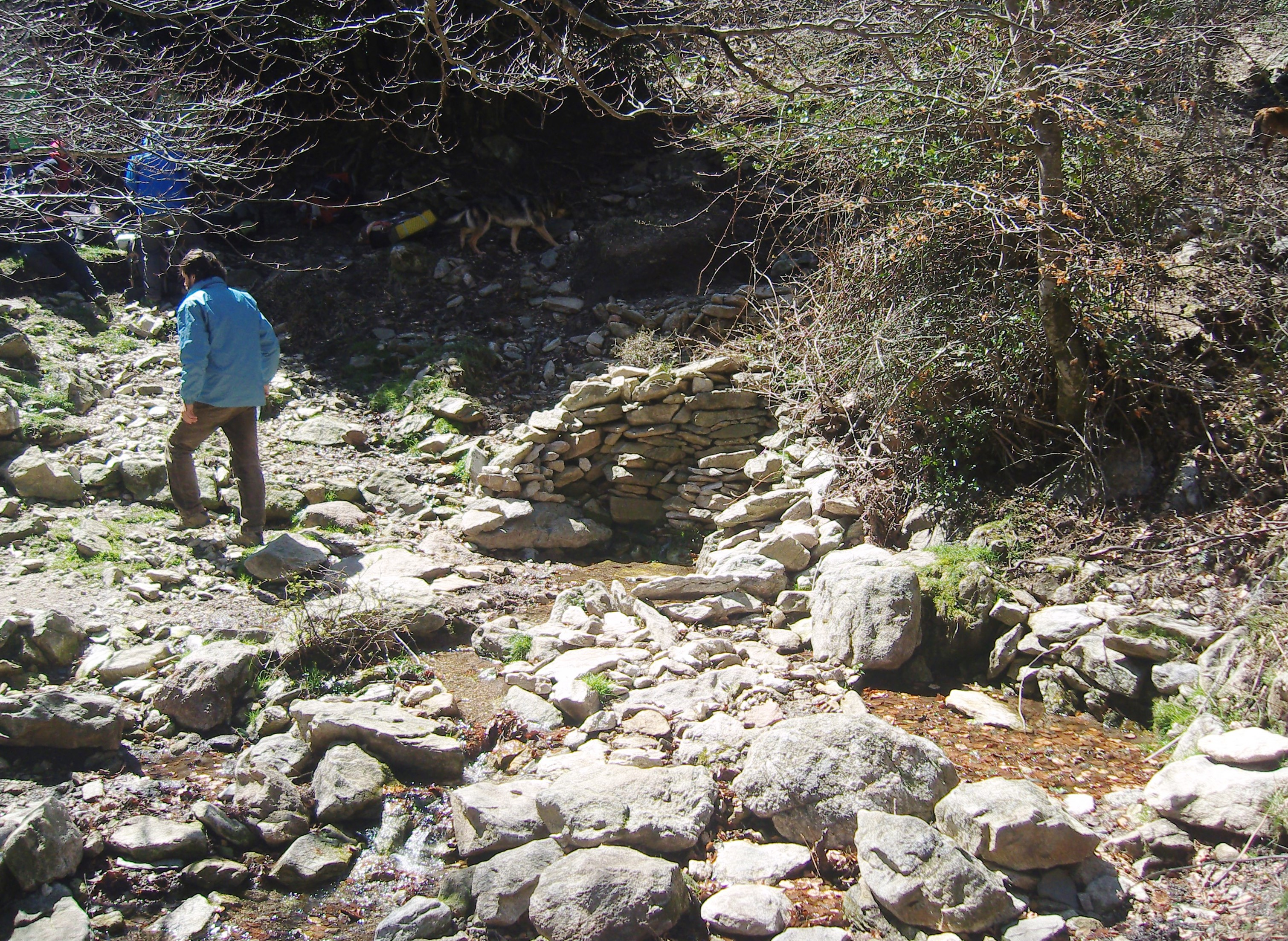
La source de la Massane (Font de la Maçana), sur les hauteurs de la commune d'Argelès-sur-Mer.

### Climat
Pour des articles plus généraux, voir Climat de l'Occitanie et Climat des Pyrénées-Orientales.
En 2010, le climat de la commune est de type climat méditerranéen franc, selon une étude du CNRS s'appuyant sur une série de données couvrant la période 1971-2000. En 2020, Météo-France publie une typologie des climats de la France métropolitaine dans laquelle la commune est exposée à un climat méditerranéen et est dans la région climatique Provence, Languedoc-Roussillon, caractérisée par une pluviométrie faible en été, un très bon ensoleillement (2 600 h/an), un été chaud (21,5 °C), un air très sec en été, sec en toutes saisons, des vents forts (fréquence de 40 à 50 % de vents > 5 m/s) et peu de brouillards.
Pour la période 1971-2000, la température annuelle moyenne est de 15,5 °C, avec une amplitude thermique annuelle de 15,3 °C. Le cumul annuel moyen de précipitations est de 743 mm, avec 5,9 jours de précipitations en janvier et 3 jours en juillet. Pour la période 1991-2020, la température moyenne annuelle observée sur la station météorologique la plus proche, située sur la commune du Perthus à 16 km à vol d'oiseau, est de 15,4 °C et le cumul annuel moyen de précipitations est de 849,6 mm,. Pour l'avenir, les paramètres climatiques de la commune estimés pour 2050 selon différents scénarios d’émission de gaz à effet de serre sont consultables sur un site dédié publié par Météo-France en novembre 2022.

### Milieux naturels et biodiversité

#### Espaces protégés
La commune est la seule de Fance abritant deux réserves naturelles nationales.
La protection réglementaire est le mode d’intervention le plus fort pour préserver des espaces naturels remarquables et leur biodiversité associée,.
Dans ce cadre, la commune fait partie.
Quatre espaces protégés sont présents sur la commune : 
- la réserve naturelle nationale de la forêt de la Massane, créée le 30 juillet 1973 et d'une superficie de 334 ha, est une des rares forêts anciennes de hêtres en libre évolution en France. Elle abrite quatre des espèces de coléoptères inscrites dans les annexes II et IV de la directive européenne[25],[26] ;
- la réserve naturelle nationale du Mas Larrieu, créée en 1984 et occupant une superficie de 170 ha de part et d'autre de l'embouchure du Tech, protège des forêts riveraines. Le site est un milieu particulièrement intéressant en matière d’insectes, en particulier pour les libellules. Les milieux sableux abritent le lézard ocellé. La forêt riveraine revêt une importance considérable pour la faune[27],[28] ;
- le « Mas Larrieu », un terrain acquis par le Conservatoire du Littoral, d'une superficie de 115,5 ha[29],[30] ;
- le « Moulin d'Ensourd », un terrain acquis par le Conservatoire du Littoral, d'une superficie de 29,7 ha[31],[32].

#### Réseau Natura 2000

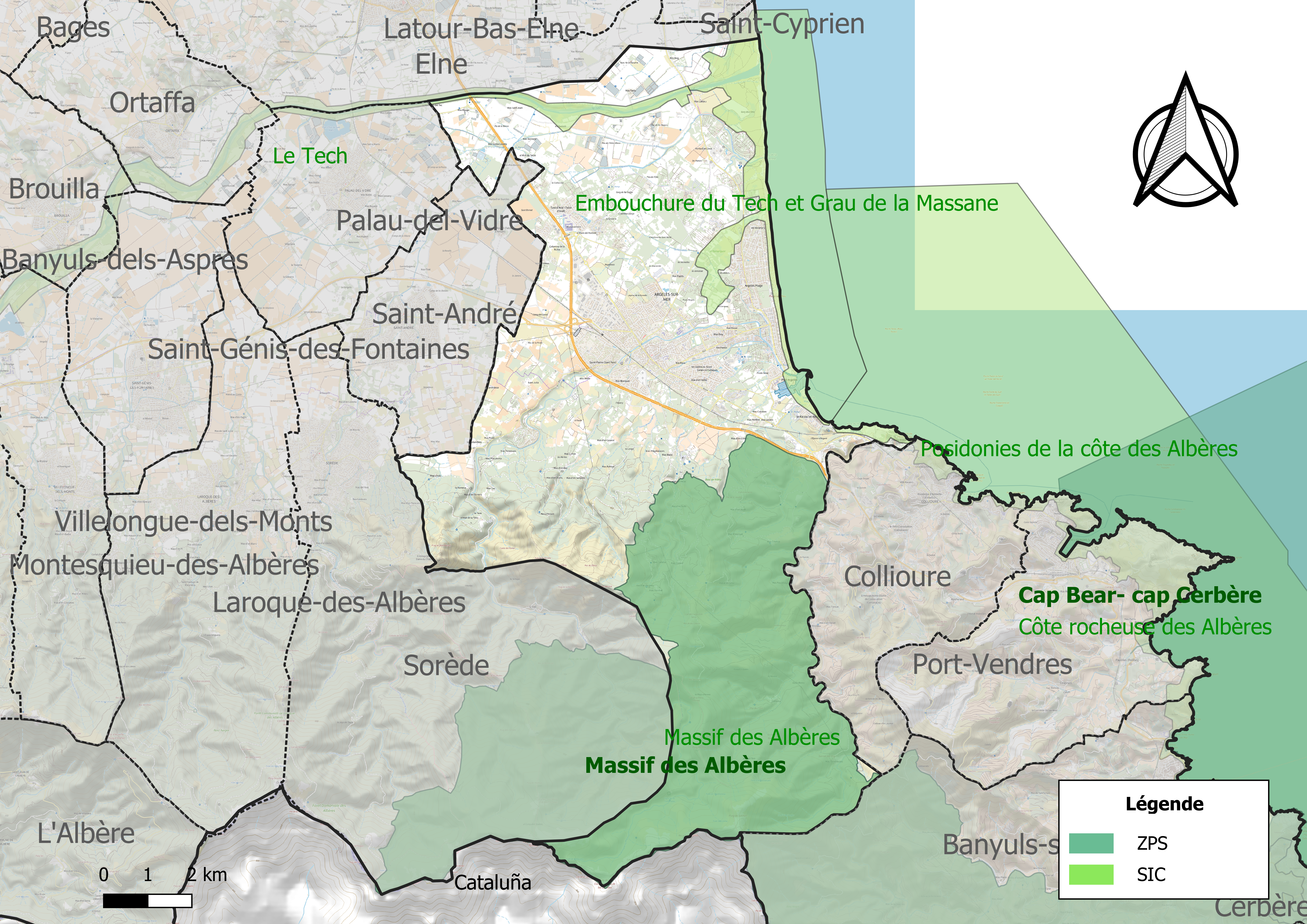
Sites Natura 2000 sur le territoire communal.

Le réseau Natura 2000 est un réseau écologique européen de sites naturels d'intérêt écologique élaboré à partir des directives habitats et oiseaux, constitué de zones spéciales de conservation (ZSC) et de zones de protection spéciale (ZPS).
Quatre sites Natura 2000 ont été définis sur la commune au titre de la directive habitats : 
- le « massif des Albères », d'une superficie de 6 978 ha, accueille une série remarquable d'étages de végétation, du thermo méditerranéen (parties abritées proches du littoral) au montagnard  (hétraies, milieux rocheux, nardaies), en passant par le méditerranéen (maquis, chênaies)[35] ;
- l'« embouchure du Tech et Grau de la Massane », d'une superficie de 954 ha, un site présentant une zone de sables marins de faible profondeur à Amphioxus et des milieux littoraux dunaires riches en espèces végétales endémiques[36] ;
- la « côte rocheuse des Albères », d'une superficie de 536 ha, un site remarquable de falaises maritimes schisteuses, riches en espèces endémiques, et correspondant à des associations spécifiques du Roussillon et de la Catalogne[37] ;
- « le Tech », d'une superficie de 1 467 ha, héberge le Barbeau méridional qui présente une très grande variabilité génétique dans tout le bassin versant du Tech. Le haut du bassin est en outre colonisé par le Desman des Pyrénées[38] et  au titre de la directive oiseaux[34],
- le « massif des Albères », d'une superficie de 7 113 ha, se trouve sur l'axe migratoire majeur de la partie orientale des Pyrénées et inclut les principaux cols fréquentés lors des passages migratoires de printemps et d'automne[39].

#### Zones naturelles d'intérêt écologique, faunistique et floristique
L’inventaire des zones naturelles d'intérêt écologique, faunistique et floristique (ZNIEFF) a pour objectif de réaliser une couverture des zones les plus intéressantes sur le plan écologique, essentiellement dans la perspective d’améliorer la connaissance du patrimoine naturel national et de fournir aux différents décideurs un outil d’aide à la prise en compte de l’environnement dans l’aménagement du territoire.
Huit ZNIEFF de type 1 sont recensées sur la commune :
- le « cours du Tech de Palau-del-Vidre à son embouchure » (106 ha), couvrant 3 communes du département[41] ;
- les « El Tamariguer » (24 ha)[42] ;
- les « falaises du Racou à Collioure » (31 ha), couvrant 2 communes du département[43] ;
- la « forêt de la Massane » (359 ha), couvrant 2 communes du département[44] ;
- les « Grau de la Massane » (4 ha)[45] ;
- le « Mas Larrieu » (178 ha), couvrant 2 communes du département[46] ;
- le « ravin de la Massane » (1 332 ha), couvrant 2 communes du département[47] ;
- le « vallon El Ravaner » (19 ha), couvrant 2 communes du département[48] ;

et quatre ZNIEFF de type 2, : 
- l'« embouchure du Tech et grau de la Massane » (291 ha), couvrant 3 communes du département[49] ;
- le « massif des Albères » (10 837 ha), couvrant 10 communes du département[50] ;
- la « rivière le Tech » (933 ha), couvrant 14 communes du département[51];
- les « versants littoraux et côte rocheuse des Albères » (7 986 ha), couvrant 5 communes du département[52].

Carte des ZNIEFF de type 1 et 2 à Argelès-sur-Mer.
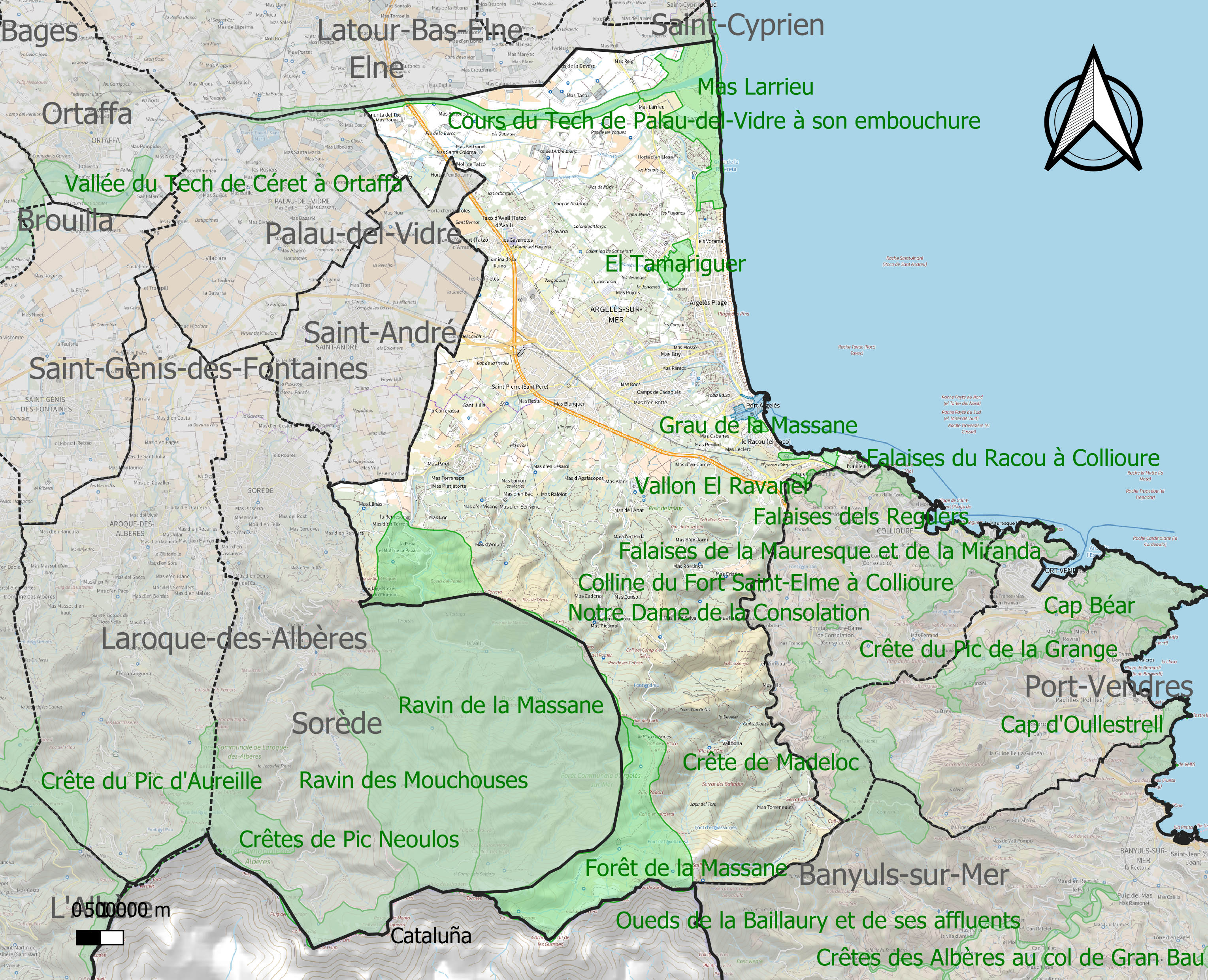
Carte des ZNIEFF de type 1 sur la commune.
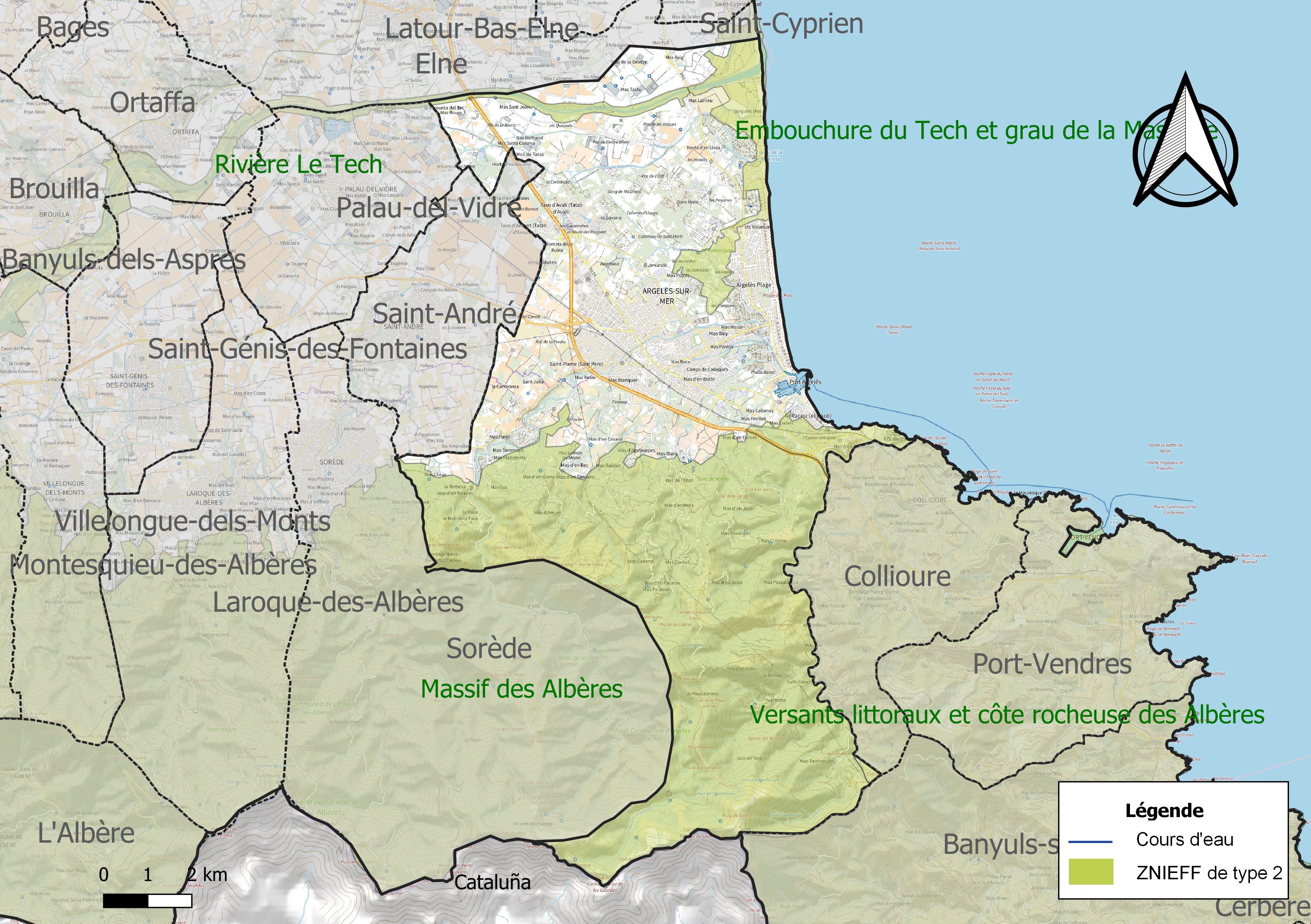
Carte des ZNIEFF de type 2 sur la commune.

## Urbanisme

### Typologie
Au 1er janvier 2024, Argelès-sur-Mer est catégorisée centre urbain intermédiaire, selon la nouvelle grille communale de densité à sept niveaux définie par l'Insee en 2022.
Elle appartient à l'unité urbaine de Saint-Cyprien, une agglomération intra-départementale regroupant quatorze  communes, dont elle est ville-centre,,. Par ailleurs la commune fait partie de l'aire d'attraction de Perpignan, dont elle est une commune de la couronne,. Cette aire, qui regroupe 118 communes, est catégorisée dans les aires de 200 000 à moins de 700 000 habitants,.
La commune, bordée par la mer Méditerranée, est également une commune littorale au sens de la loi du 3 janvier 1986, dite loi littoral. Des dispositions spécifiques d’urbanisme s’y appliquent dès lors afin de préserver les espaces naturels, les sites, les paysages et l’équilibre écologique du littoral, tel le principe d'inconstructibilité, en dehors des espaces urbanisés, sur la bande littorale des 100 mètres, ou plus si le plan local d’urbanisme le prévoit.

### Occupation des sols
L'occupation des sols de la commune, telle qu'elle ressort de la base de données européenne d’occupation biophysique des sols Corine Land Cover (CLC), est marquée par l'importance des forêts et milieux semi-naturels (46,4 % en 2018), une proportion sensiblement équivalente à celle de 1990 (46,6 %). La répartition détaillée en 2018 est la suivante : 
forêts (28,8 %), zones agricoles hétérogènes (27,3 %), milieux à végétation arbustive et/ou herbacée (15,4 %), zones urbanisées (9,8 %), cultures permanentes (8,3 %), espaces verts artificialisés, non agricoles (6 %), espaces ouverts, sans ou avec peu de végétation (2,2 %), zones industrielles ou commerciales et réseaux de communication (2,1 %), eaux maritimes (0,1 %). L'évolution de l’occupation des sols de la commune et de ses infrastructures peut être observée sur les différentes représentations cartographiques du territoire : la carte de Cassini (XVIIIe siècle), la carte d'état-major (1820-1866) et les cartes ou photos aériennes de l'IGN pour la période actuelle (1950 à aujourd'hui).

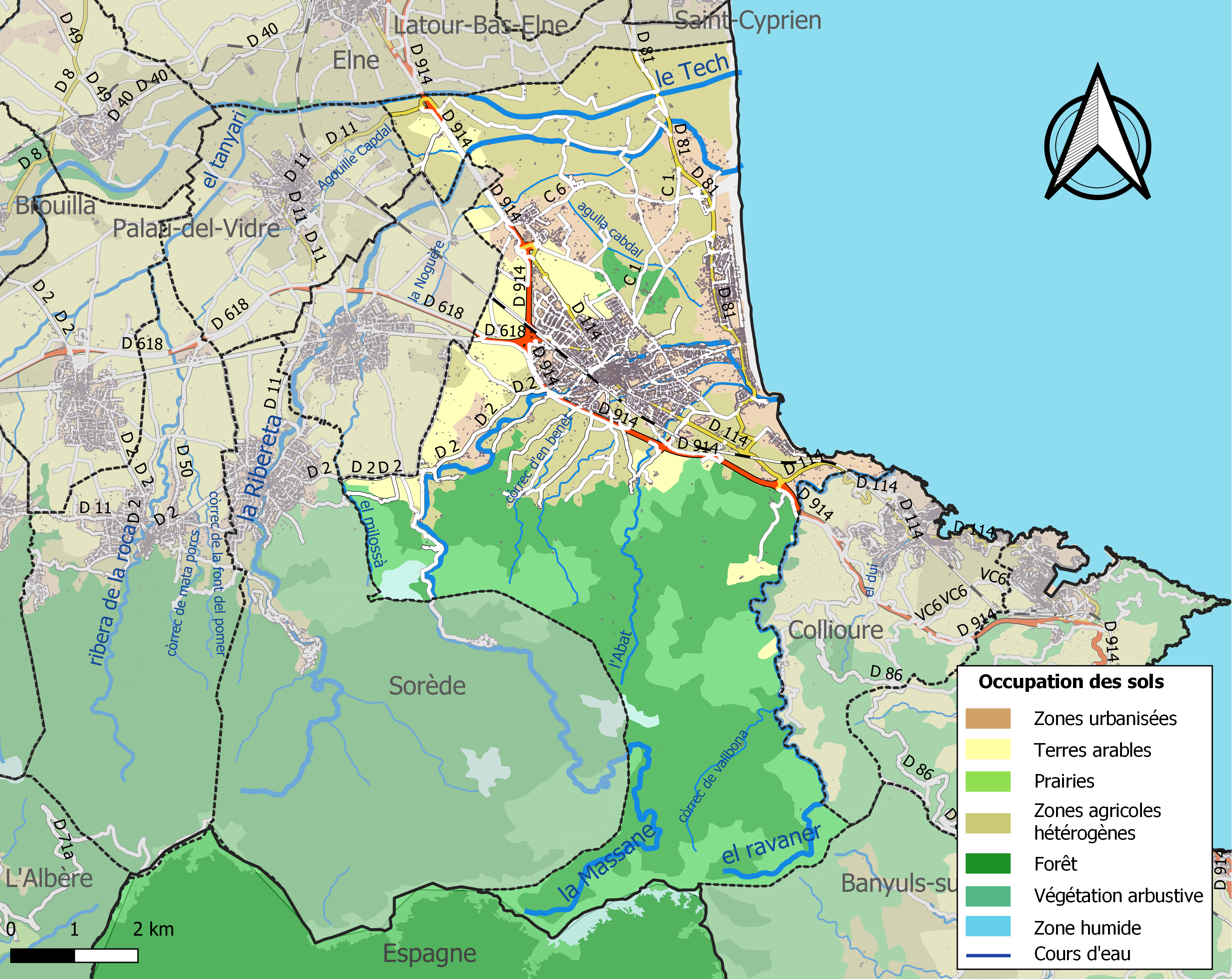
Carte des infrastructures et de l'occupation des sols de la commune en 2018 (CLC).
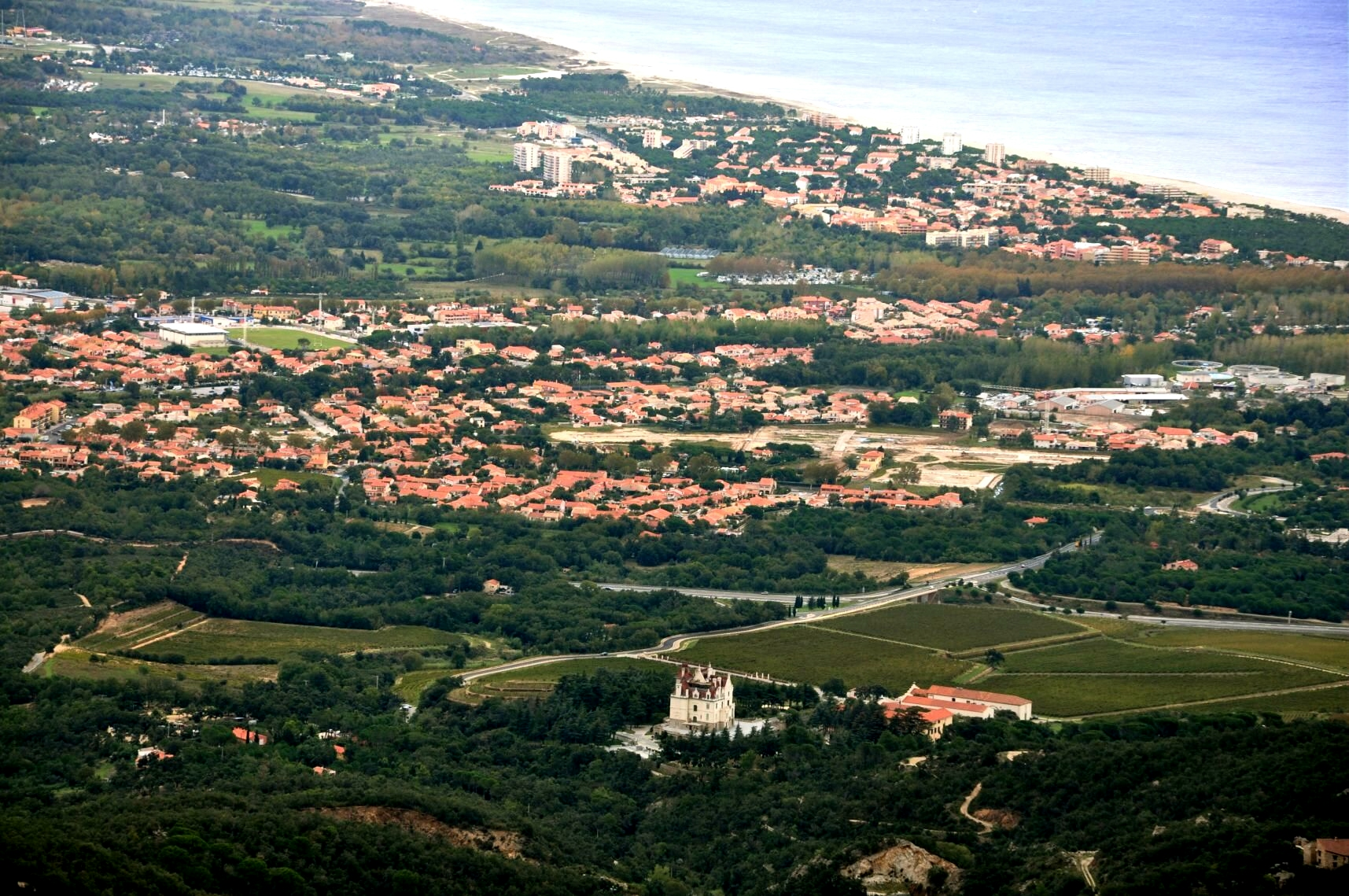
La ville d'Argelès-sur-Mer avec le Château de Valmy, vue depuis la Tour de la Massane.

### Morphologie urbaine
Le village d'Argelès s'est développé dans l'intérieur des terres, sur les berges de la Massane. Argelès-Plage est apparue plus tard le long du littoral.

### Logement
La ville d'Argelès-sur-Mer compte, en 2009, 14 485 logements. Parmi ceux-ci, 33,8 % sont des résidences principales, 61,7 % sont des résidences secondaires et 4,4 % sont vacants. 62,8 % des ménages d'Argelès-sur-Mer sont propriétaires de leur résidence principale.

### Voies de communication et transports

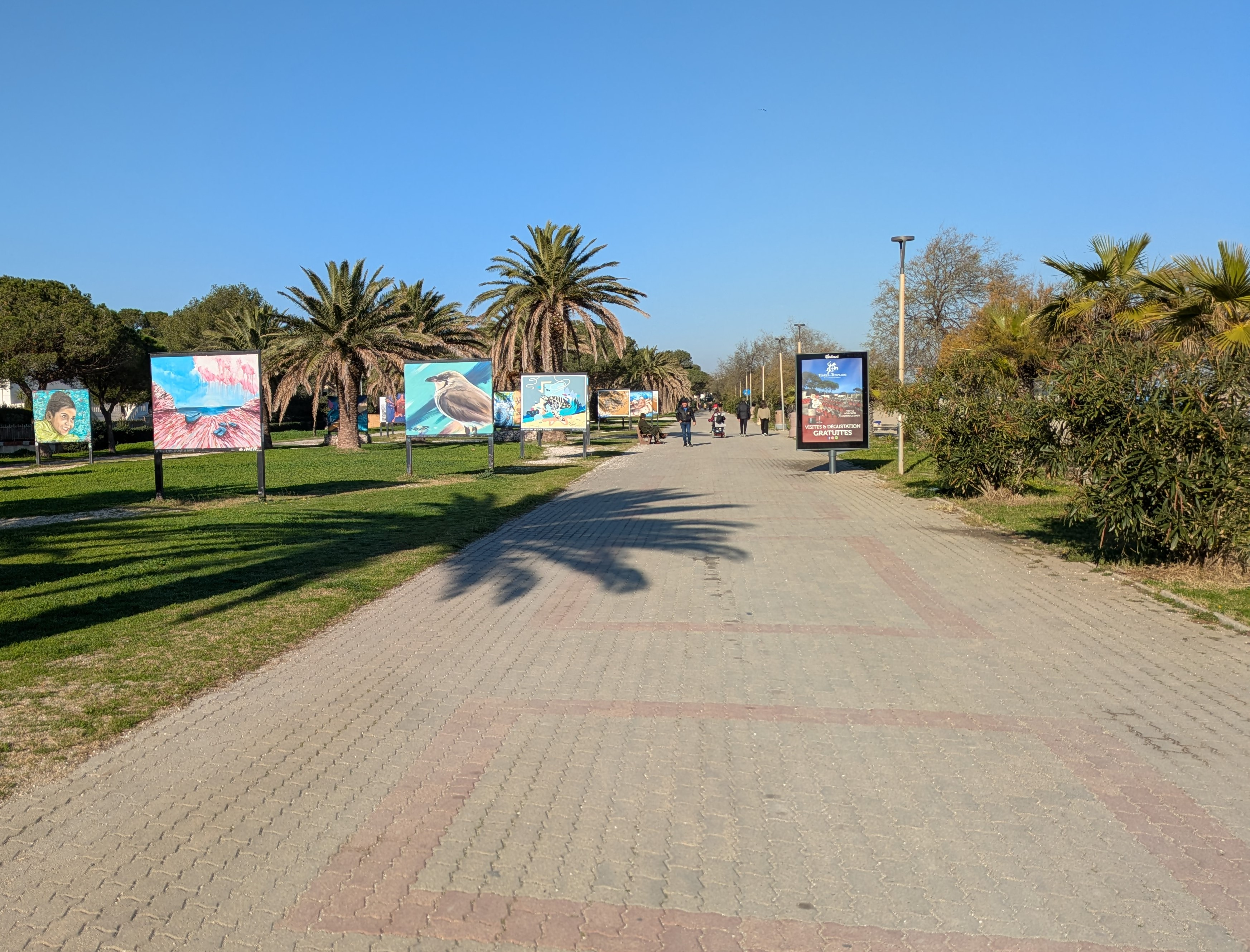
La promenade du front de mer, une voie piétonne sans véhicules.

Dans les années 1910-1911, une éphémère ligne de tramway hippomobile à écartement de 0,60 m longue d'environ 4 km a existé sur le territoire de la commune.
La ville d'Argelès est reliée à Perpignan par la RD 914, aménagée en route express à deux fois deux voies entre les deux villes.
Pour ce qui est des transports en commun, elle est desservie par plusieurs lignes du réseau régional liO : la ligne 540 vers Cerbère et la gare de Perpignan, la ligne 543 vers Saint-Cyprien, la ligne 550 vers Céret, la ligne 552 vers Saint-Génis-des-Fontaines, et la ligne 553 vers la gare de Perpignan depuis Saint-Génis-des-Fontaines également.
Enfin, la gare ferroviaire, située sur la ligne littorale, est desservie par plusieurs aller-retours TER par jour ainsi qu'un Intercités de nuit depuis Paris.

### Risques majeurs
Le territoire de la commune d'Argelès-sur-Mer est vulnérable à différents aléas naturels : inondations, climatiques (grand froid ou canicule), feux de forêts, mouvements de terrains et séisme (sismicité modérée). Il est également exposé à un risque technologique,  le transport de matières dangereuses, et à un risque particulier, le risque radon,.

#### Risques naturels

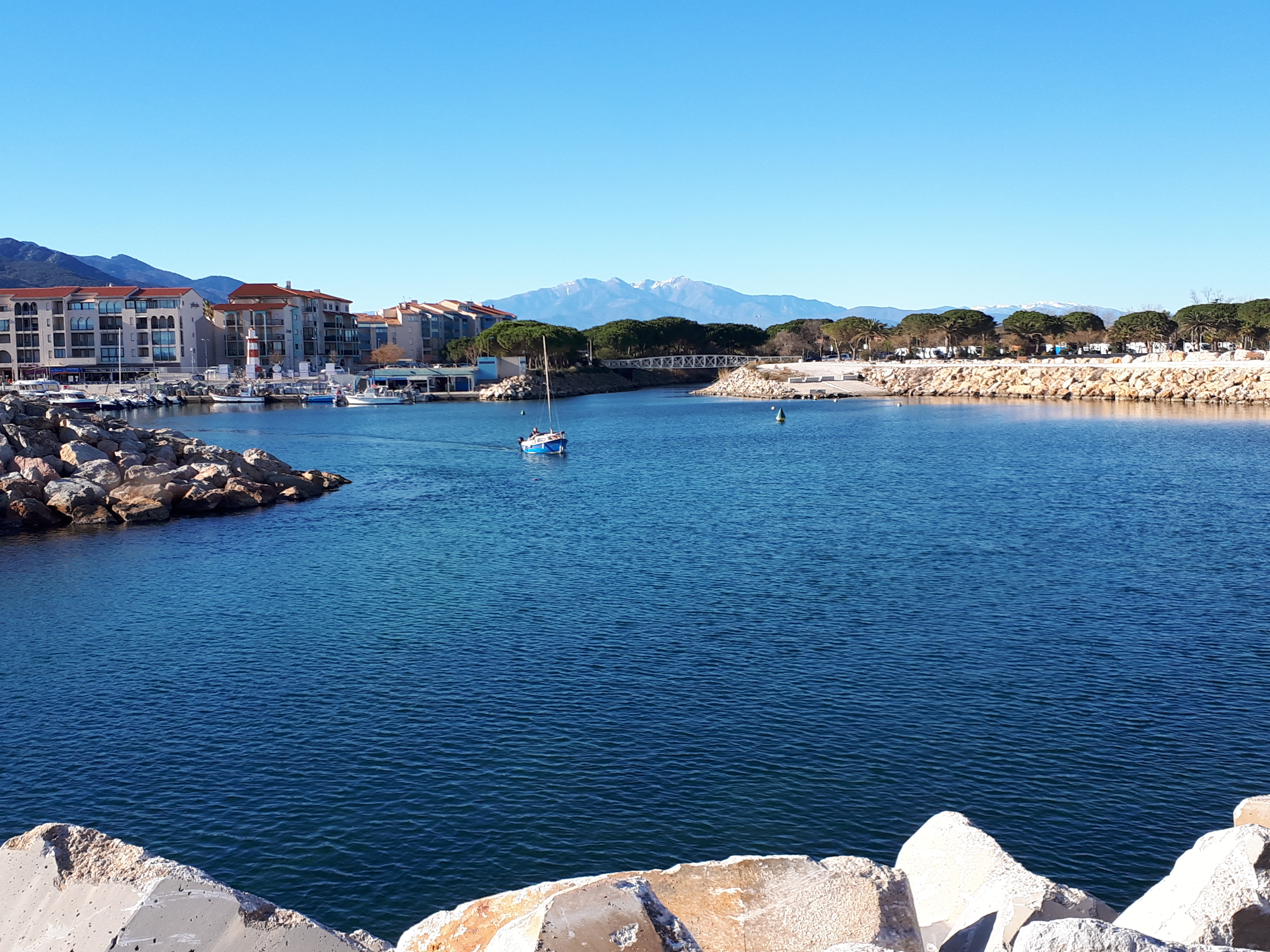
L'entrée du port, l'embouchure de la Massane, et, au fond, le massif du Canigou, depuis la digue nord du port.

Certaines parties du territoire communal sont susceptibles d’être affectées par le risque d’inondation par crue torrentielle de cours d'eau du bassin du Tech. La commune fait partie du territoire à risques importants d'inondation (TRI) de Perpignan-Saint-Cyprien, regroupant 43 communes du bassin de vie de l'agglomération perpignanaise, un des 31 TRI qui ont été arrêtés le 12 décembre 2012 sur le bassin Rhône-Méditerranée. Des cartes des surfaces inondables ont été établies pour trois scénarios : fréquent (crue de temps de retour de 10 ans à 30 ans), moyen (temps de retour de 100 ans à 300 ans) et extrême (temps de retour de l'ordre de 1 000 ans, qui met en défaut tout système de protection) Du fait de son exposition marine, la commune est soumise également à un risque d'érosion moyen et de submersion marine, due à l'action conjuguée de la montée des eaux par surélévation du plan d’eau lors des tempêtes attaquant la côte et de l’action dynamique de la houle les personnes.
Les mouvements de terrains susceptibles de se produire sur la commune sont soit des mouvements liés au retrait-gonflement des argiles, soit des glissements de terrains, soit des chutes de blocs, soit de l'érosion littorale. Une cartographie nationale de l'aléa retrait-gonflement des argiles permet de connaître les sols argileux ou marneux susceptibles vis-à-vis de ce phénomène.
Ces risques naturels sont pris en compte dans l'aménagement du territoire de la commune par le biais d'un plan de prévention des risques inondations, mouvements de terrains et feux de forêts.

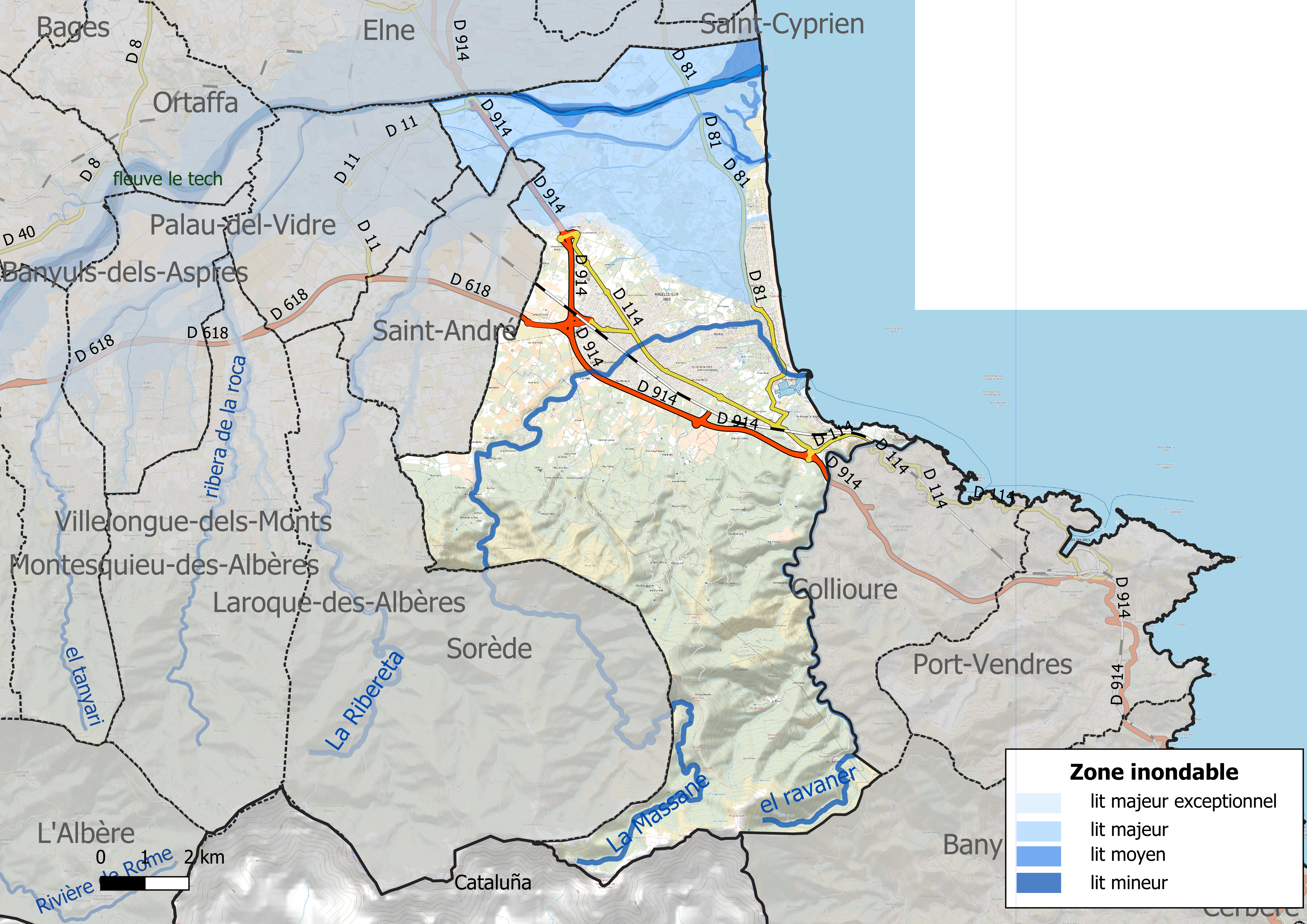
Carte des zones inondables.
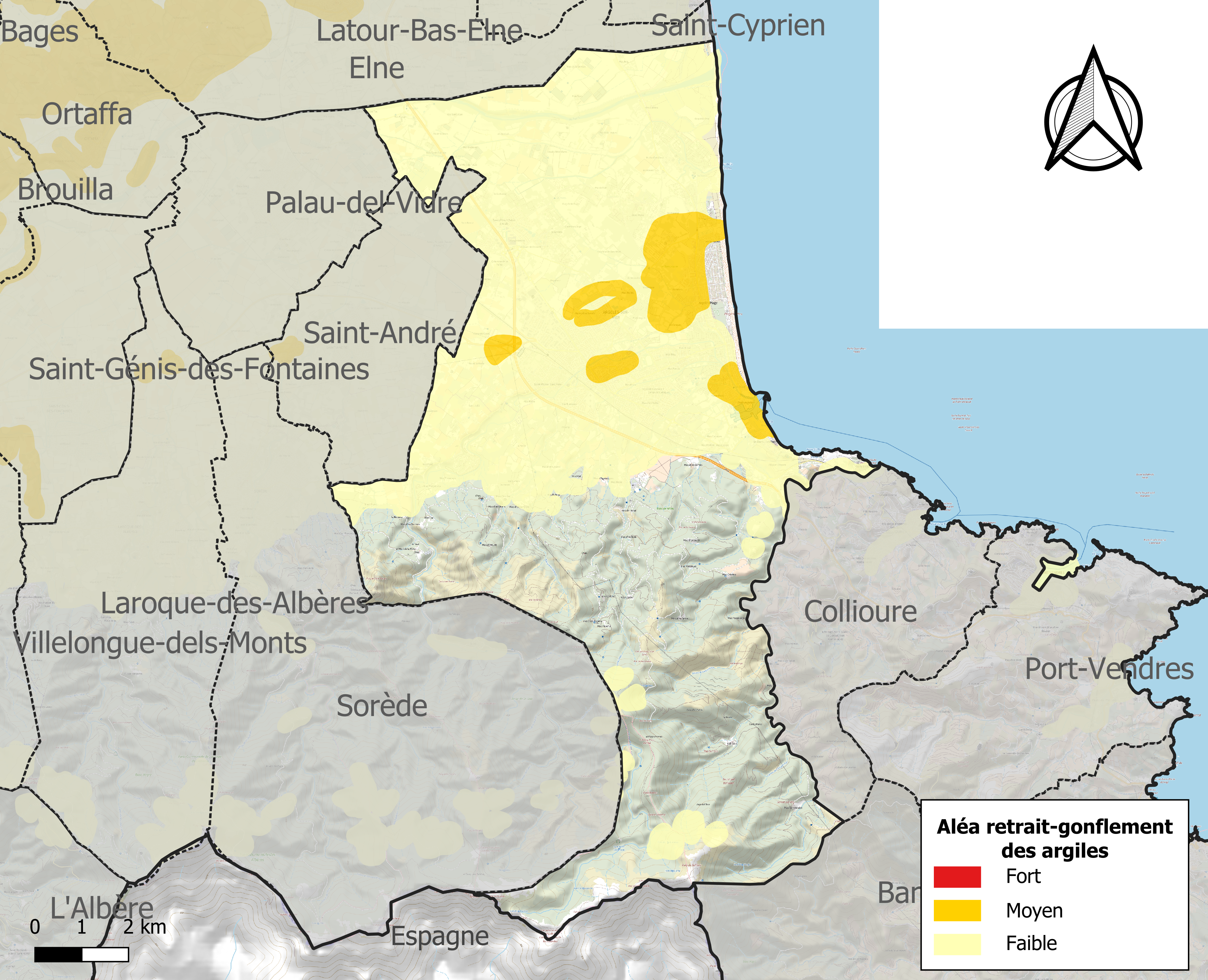
Carte des zones d'aléa retrait-gonflement des argiles.

#### Risques technologiques
Le risque de transport de matières dangereuses sur la commune est lié à sa traversée par une route à fort trafic et une ligne de chemin de fer. Un accident se produisant sur de telles infrastructures est en effet susceptible d’avoir des effets graves au bâti ou aux personnes jusqu’à 350 m, selon la nature du matériau transporté. Des dispositions d’urbanisme peuvent être préconisées en conséquence.

#### Risque particulier
Dans plusieurs parties du territoire national, le radon, accumulé dans certains logements ou autres locaux, peut constituer une source significative d’exposition de la population aux rayonnements ionisants. Toutes les communes du département sont concernées par le risque radon à un niveau plus ou moins élevé. Selon la classification de 2018, la commune d'Argelès-sur-Mer est classée en zone 3, à savoir zone à potentiel radon significatif.

## Toponymie
Vient du latin Argilla qui signifie argile auquel on a ajouté le suffixe latin -arium, qui voudrait donc dire lieu où abonde l'argile.
En catalan, le nom de la commune est Argelers. Inspiré du français, Argelers de la Marenda est aussi utilisé afin de distinguer cette commune des autres Argelès de France. Lluís Basseda recommande d'utiliser Argilers plutôt que Argelers et sinon, Argelers sobre Mar, traduction plus fidèle que Argelers de la Marenda.
La première mention du nom remonte à 879 en tant que Villa de Argilariis. Le nom est ensuite repris au Xe siècle sous les formes Argileria et Villam Argelariam. On rencontre ensuite au XIIe siècle Argilarium et Argelers, puis aux XIIIe et XIVe siècles Argilers et Argillers. Enfin, on trouve au XVIIe siècle Argellés et Argelès.
Le 23 mai 1840, Argelès prend officiellement le nom d'Argelès-sur-Mer.
Étymologie
Les armes de la ville d'Argelès datant du XVIIe siècle portent un plant de genêt épineux. Ce symbole fut attribué en se basant sur une étymologie fantaisiste rattachant Argelès au catalan argelaga, terme désignant cette plante. Cette étymologie ne résiste ni à l'analyse linguistique, ni à la comparaison avec les nombreuses localités qui portent des noms identiques ou similaires. Une telle origine aurait plutôt donné Argelaguers, nom présent par ailleurs en Catalogne des deux côtés de la frontière.
Plus simplement, le nom renvoie à un lieu ou abonde l'argile, du latin argila suivi du suffixe collectif -arium. La multiplication des carrières d'argile et des tuileries a eu pour cause dès le Moyen Âge de faire passer la finale du singulier au pluriel en -aris, donnant Argelers et non Argeler. Preuve de ces activités, il existe encore dans cette localité un quartier dénommé La Teuleria, du latin tegula (tuile) suivi du suffixe -aria.

## Histoire

### Origines
Sans aller jusqu'à la  mythologie qui voudrait qu'Hercule ait fondé  Argelès, il est certain que le territoire de la commune était occupé par l'homme depuis des temps reculés, ainsi qu'en atteste la présence du dolmen des Collets de Cotlliure, de celui de la Cova de l'Alarb, et d'un ossuaire de l'âge des métaux trouvé à la Cova de la Turtuga.

### Antiquité
Un sanctuaire gréco-romain a existé au site de La Fajouse, dans le massif des Albères.

### Moyen Âge
Déjà citée en 879, puis plus tard en 981 comme étant une des limites des possessions de l'abbaye de Saint-Génis-des-Fontaines, la ville d'Argelès est tout d'abord sous la dépendance directe des comtes du Roussillon, puis passe ensuite entre les mains des rois catalans puis aragonais. Elle est au centre des affrontements entre les rois de Majorque et ceux d'Aragon, aux XIIIe et XIVe siècles. Le 29 juin 1298, un  traité de paix y est signé entre Jacques II de Majorque et Jacques II d'Aragon. Le traité ne dure guère, puisque le 21 mai 1344 la cité est assiégée par Pierre IV d'Aragon, et finit par capituler le 6 juin.
D'autres épisodes militaires viendront encore troubler le calme de la ville ; ainsi, elle est assiégée par Louis XI dans la seconde moitié du XVe siècle.

### Temps modernes
La ville passa dans le royaume de France à partir de 1659.

### Révolution française
La commune d'Argelès est créée en 1790. La paroisse de Taxo d'Avall est rattachée à Argelès.
La ville est assiégée par les troupes espagnoles du général Ricardos en 1793.

### Époque contemporaine

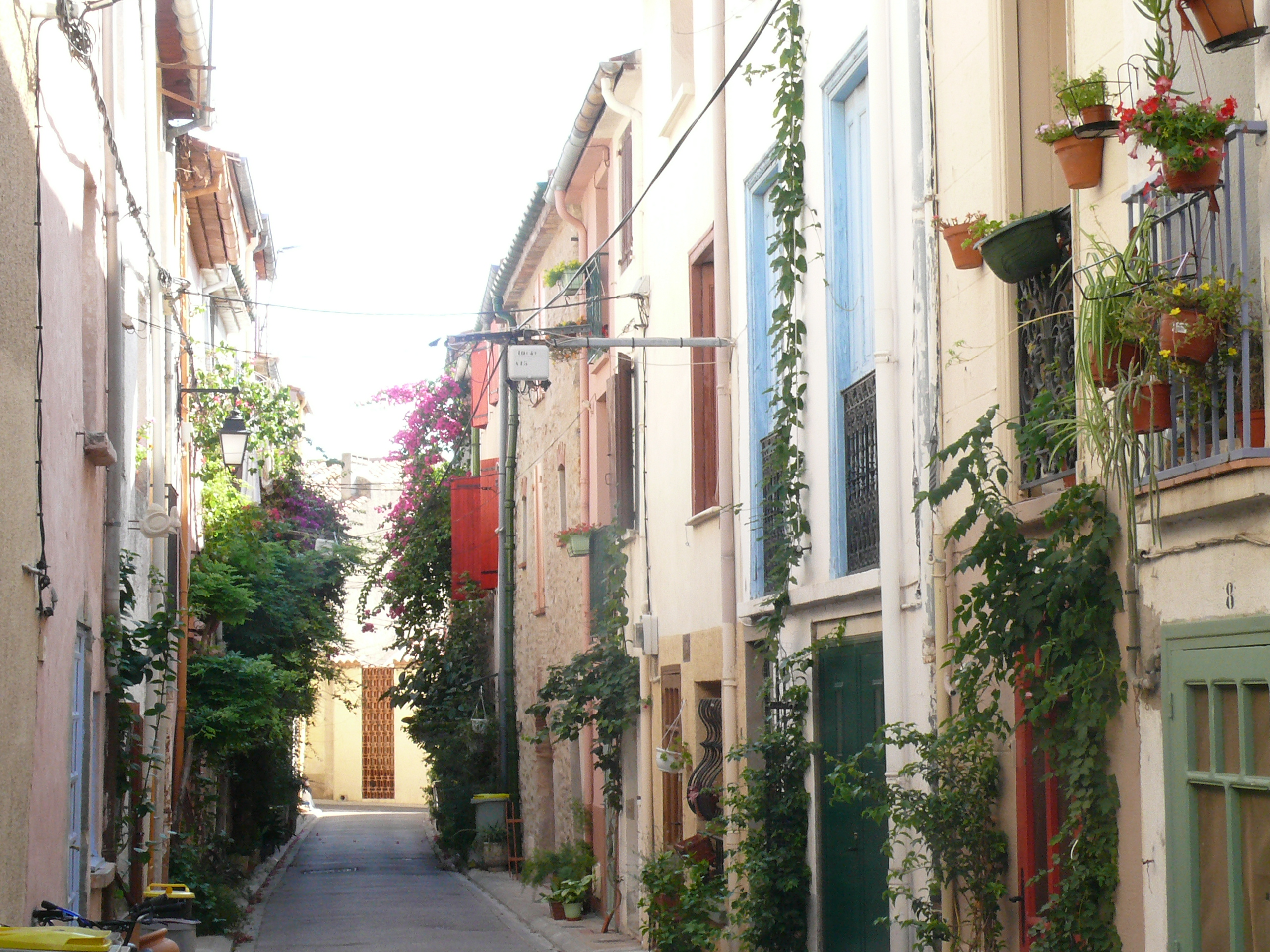
Rue Vermeille.

En 1939, à la fin de la guerre d'Espagne, des dizaines de milliers de républicains franchirent la frontière et furent enfermés par les autorités françaises au camp de concentration d'Argelès-sur-Mer, situé juste au nord de la plage d'Argelès. Cette situation dura de nombreux mois. Ce camp devint durant la Seconde Guerre mondiale un Centre de rassemblement des étrangers avant d'être transformé en septembre 1941 en chantier de jeunesse.
Depuis le début du XXe siècle, la population d'Argelès est en constante augmentation, la ville s'agrandissant entre village et plage et vers la plaine, en respectant le massif des Albères. Le recensement de 1999 montre une impressionnante augmentation de 2 000 habitants en 9 ans. Cette croissance est soutenue par le tourisme, la ville d'Argelès accueillant des milliers de touristes sur l'ensemble de son territoire depuis les années 1950.

## Politique et administration

### Canton
Le canton d'Argelès est créé en 1790 avec Argelès pour chef-lieu. Supprimé dès 1793, Argelès rejoint alors le canton de Collioure. Ce dernier est supprimé à son tour en 1801 et le canton d'Argelès est de nouveau créé. Argelès redevient alors chef-lieu de canton et ne change plus par la suite,. À compter des élections départementales de 2015, le canton d'Argelès-sur-Mer est de nouveau supprimé et la commune rejoint le canton de la Côte Vermeille, déjà existant mais entièrement reconfiguré.

### Administration municipale

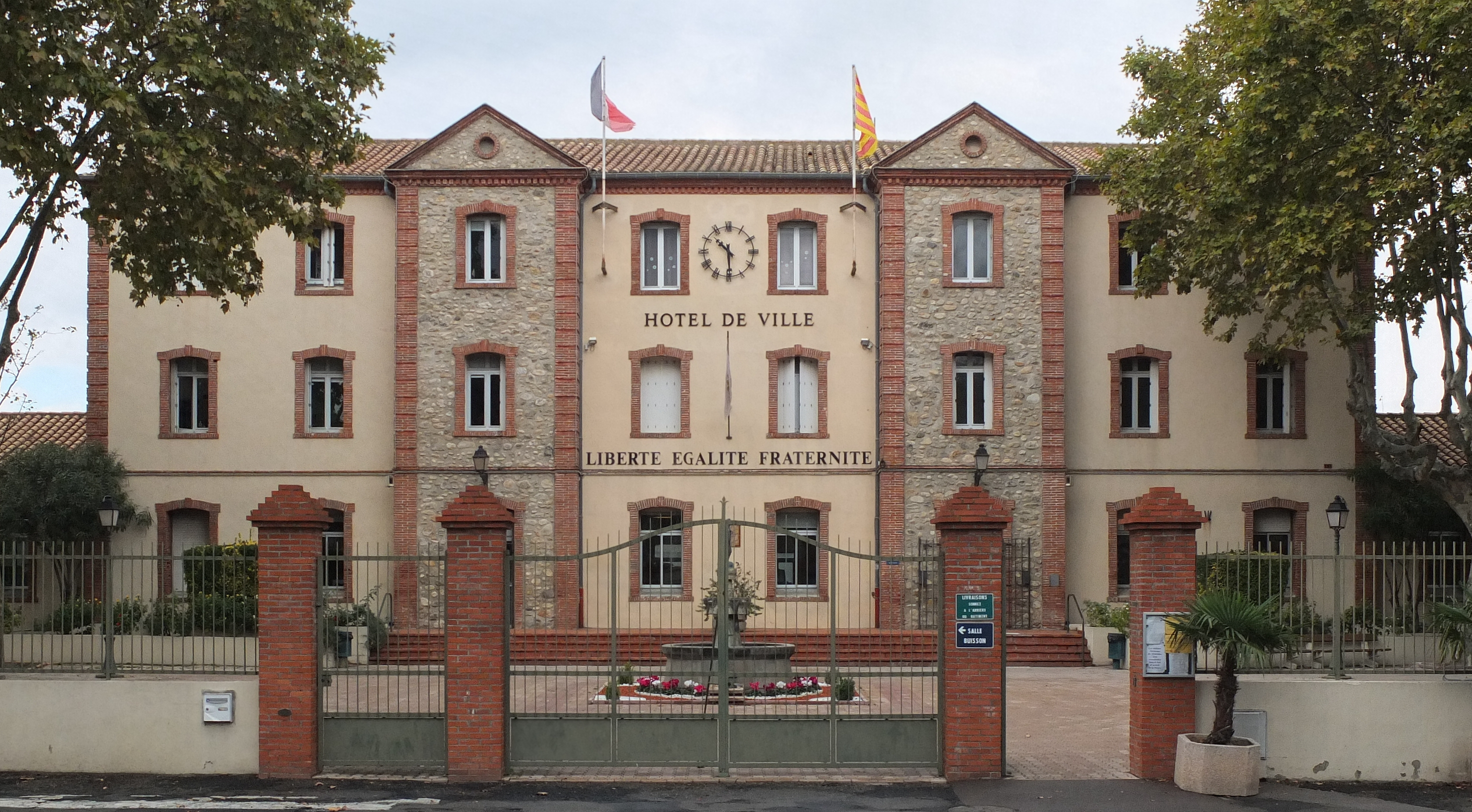
L'hôtel de ville.

### Liste des maires

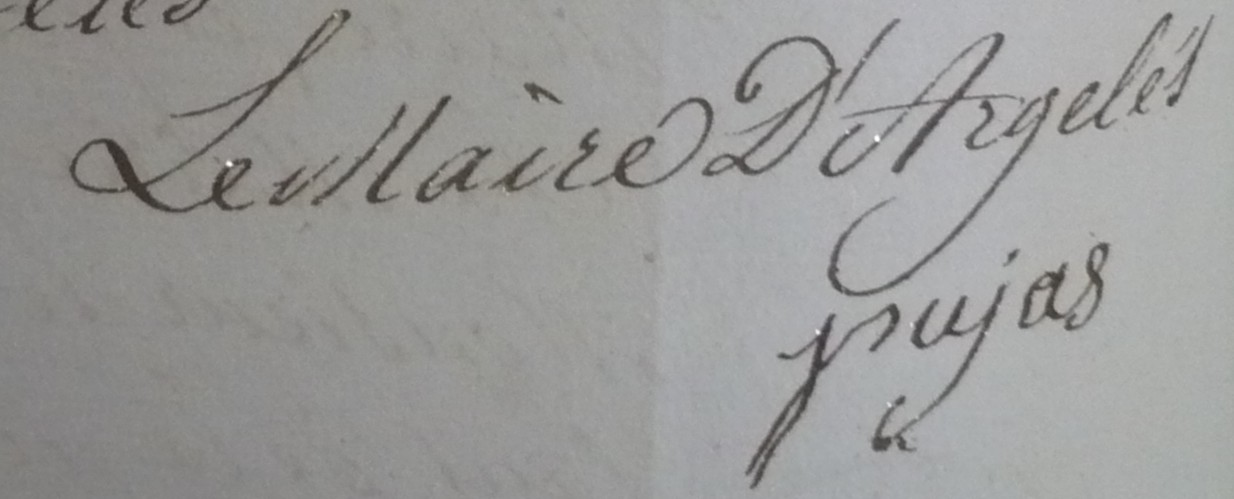
Signature du maire Paul Pujas en 1815.

| Période      | Période              | Identité           | Étiquette     | Qualité |
| ------------ | -------------------- | ------------------ | ------------- | --- |
| 1944         | 1945                 | Frédéric Trescases | SFIO          | Exploitant agricole |
| 1945         | 1947                 | Joseph Farre       |               | |
| 1947         | 1947                 | Germain Farre      |               | |
| octobre 1947 | mai 1953             | Frédéric Trescases | SFIO          | Exploitant agricole |
| mai 1953     | février 1981 (décès) | Gaston Pams        | Rad. puis MRG | Sénateur des Pyrénées-Orientales (1959 → 1981) Conseiller général du canton d'Argelès-sur-Mer (1953 → 1979) |
| février 1981 | mars 1983            | Isidore Fourriques | MRG           | |
| mars 1983    | mars 2001            | Jean Carrère       | PS            | Entraîneur de rugby Conseiller régional de Languedoc-Roussillon (1998 → 2004) |
| mars 2001    | 26 mars 2016         | Pierre Aylagas     | PS            | Professeur de collège retraité Député de la 4e circonscription des Pyrénées-Orientales (2012 → 2017) Conseiller général du canton d'Argelès-sur-Mer (1998 → 2012) Vice-président du conseil général des Pyrénées-Orientales (? → 2012) Président de la CC des Albères (2001 → 2007) Président de la CC Albères Côte Vermeille Illibéris (2007 → 2020) |
| 26 mars 2016 | En cours             | Antoine Parra,     | PS puis DVG   | Instituteur et directeur d'école, Président de la CC Albères Côte Vermeille Illibéris (2020 → ) |

### Jumelages
- Hürth (Allemagne) depuis 1988, près de Cologne.
- Montgat (Espagne) depuis 1990.

## Population et société

### Démographie
Ses habitants sont appelés les Argelésiens.

#### Démographie ancienne
La population est exprimée en nombre de feux (f) ou d'habitants (H).
| 1355  | 1359  | 1365  | 1378  | 1424  | 1470 | 1515 | 1553 | 1643 |
| ----- | ----- | ----- | ----- | ----- | ---- | ---- | ---- | ---- |
| 189 f | 200 f | 196 f | 161 f | 200 f | 80 f | 69 f | 76 f | 63 f |

| 1709  | 1720  | 1730  | 1765  | 1767    | 1774  | 1789  | 1790    | - |
| ----- | ----- | ----- | ----- | ------- | ----- | ----- | ------- | - |
| 192 f | 200 f | 204 f | 600 H | 1 640 H | 204 f | 240 f | 1 193 H | - |

Notes :
- 1355 : dont 6 f pour Torreneules ;
- 1359 : dont 7 f pour Torreneules ;
- 1774 : Argelès et les deux Taxous ;
- 1789 : pour Argelès et Taxo de Vall.

#### Démographie contemporaine
L'évolution du nombre d'habitants est connue à travers les recensements de la population effectués dans la commune depuis 1793. Pour les communes de plus de 10 000 habitants les recensements ont lieu chaque année à la suite d'une enquête par sondage auprès d'un échantillon d'adresses représentant 8 % de leurs logements, contrairement aux autres communes qui ont un recensement réel tous les cinq ans,.

En 2022, la commune comptait 10 779 habitants, en évolution de +3,31 % par rapport à 2016 (Pyrénées-Orientales : +3,92 %, France hors Mayotte : +2,11 %).
| 1793 | 1800  | 1806  | 1821  | 1831  | 1836  | 1841  | 1846  | 1851  |
| ---- | ----- | ----- | ----- | ----- | ----- | ----- | ----- | ----- |
| 847  | 1 064 | 1 173 | 1 401 | 1 478 | 1 964 | 2 136 | 2 251 | 2 325 |

| 1856  | 1861  | 1866  | 1872  | 1876  | 1881  | 1886  | 1891  | 1896  |
| ----- | ----- | ----- | ----- | ----- | ----- | ----- | ----- | ----- |
| 2 447 | 2 456 | 2 537 | 2 600 | 2 833 | 3 134 | 3 303 | 3 413 | 3 307 |

| 1901  | 1906  | 1911  | 1921  | 1926  | 1931  | 1936  | 1946  | 1954  |
| ----- | ----- | ----- | ----- | ----- | ----- | ----- | ----- | ----- |
| 3 358 | 2 913 | 2 837 | 2 851 | 2 835 | 2 966 | 2 945 | 2 968 | 2 907 |

| 1962  | 1968  | 1975  | 1982  | 1990  | 1999  | 2006  | 2011  | 2016   |
| ----- | ----- | ----- | ----- | ----- | ----- | ----- | ----- | ------ |
| 3 659 | 5 022 | 5 100 | 5 723 | 7 188 | 9 069 | 9 928 | 9 939 | 10 434 |

| 2021   | 2022   | - | - | - | - | - | - | - |
| ------ | ------ | - | - | - | - | - | - | - |
| 10 792 | 10 779 | - | - | - | - | - | - | - |

| selon la population municipale des années : | 1968 | 1975 | 1982 | 1990 | 1999 | 2006 | 2009 | 2013 |
| Rang de la commune dans le département      | 8    | 10   | 10   | 7    | 4    | 5    | 5    | 5    |
| Nombre de communes du département           | 232  | 217  | 220  | 225  | 226  | 226  | 226  | 226  |

### Enseignement
La ville d'Argelès-sur-Mer possède trois écoles maternelles. Ses effectifs sont en 2014 de 76, 107 et 128 élèves. Il y a deux écoles élémentaires, dont les effectifs sont en 2014 de 192 et 342 élèves.
La commune possède également un collège, construit dans les années quarante à l'emplacement de l'actuelle mairie, puis reconstruit dans les années soixante-dix en dehors de la ville et près de la Massane, dont il subira les inondations en 1999. L'établissement accueille autour de 600 élèves. En 2016, le collège subit une restructuration améliorant les conditions d'accueil des élèves.
Un lycée général et professionnel est inauguré en 2015. Il est actuellement proposé six filières professionnelles, et cinq enseignement post-baccalauréat. Il est nommé en hommage à l'ancien président de la région Languedoc-Roussillon Christian Bourquin, disparu en 2014. Il accueille pour sa première rentrée  861 élèves.

### Manifestations culturelles et festivités
Foires et marchés
- Marché de la plage du 10 juin au 20 septembre, les lundis, mercredis et vendredis ;
- Marché Artisanal, au Centre Plage du 15 juin au 15 septembre, tous les soirs, de 17 h à 24 h ;
- Marché au village : mercredis[réf. nécessaire], samedis ;
- Fête patronale : 27 septembre ;
- Foire : 1er janvier.

Événements
- Les Déferlantes d'Argelès : festival de musique (2007-2019);
- Les Rencontres Cinémaginaire au cinéma Jaurès : festival de cinéma.

### Santé
En 1786, un rapport du viguier du Roussillon et du Vallespir signale que la commune d'Argelès bénéficie de la présence d'un médecin, de deux chirurgiens et de deux sages-femmes.

### Sports
- Étoile sportive catalane : club de rugby à XV d'Argelès-sur-Mer.
- Jeune garde Argelésienne : club de basketball d'Argelès-sur-Mer.
- Argelès Handball Club : club de handball d'Argelès-sur-Mer.
- Tennis de table : club ayant disparu dans les années 1970 et recréé en 1996.
- FC Albères Argeles : club de football fondé en 2006.
- BCA Basket club des Albères : club de basketball fondé en 2023

## Économie

### Revenus
En 2018, la commune compte 5 957 ménages fiscaux, regroupant 11 402 personnes. La médiane du revenu disponible par unité de consommation est de 20 340 € (19 350 € dans le département). 46 % des ménages fiscaux sont imposés (42,1 % dans le département).

### Emploi
|                | 2008   | 2013   | 2018   |
| -------------- | ------ | ------ | ------ |
| Commune        | 11 %   | 13,5 % | 15,5 % |
| Département    | 10,3 % | 12,9 % | 13,3 % |
| France entière | 8,3 %  | 10 %   | 10 %   |

En 2018, la population âgée de 15 à 64 ans s'élève à 5 250 personnes, parmi lesquelles on compte 69,7 % d'actifs (54,2 % ayant un emploi et 15,5 % de chômeurs) et 30,3 % d'inactifs,. Depuis 2008, le taux de chômage communal (au sens du recensement) des 15-64 ans est supérieur à celui de la France et du département.
La commune fait partie de la couronne de l'aire d'attraction de Perpignan, du fait qu'au moins 15 % des actifs travaillent dans le pôle,. Elle compte 4 599 emplois en 2018, contre 4 091 en 2013 et 3 866 en 2008. Le nombre d'actifs ayant un emploi résidant dans la commune est de 2 915, soit un indicateur de concentration d'emploi de 157,8 % et un taux d'activité parmi les 15 ans ou plus de 40,9 %.
Sur ces 2 915 actifs de 15 ans ou plus ayant un emploi, 1 637 travaillent dans la commune, soit 56 % des habitants. Pour se rendre au travail, 75,3 % des habitants utilisent un véhicule personnel ou de fonction à quatre roues, 2,4 % les transports en commun, 13,4 % s'y rendent en deux-roues, à vélo ou à pied et 9 % n'ont pas besoin de transport (travail au domicile).

### Tourisme
Classée station balnéaire depuis 1962, Argelès-sur-Mer est la première ville des Pyrénées-Orientales à recevoir le nouveau classement de station de tourisme, activité très importante dans son économie. Au début des années 2020, elle figurait parmi cinq villes françaises les plus surfréquentées par rapport à leur population, impliquant des nuisances sonores et environnementales.
La discothèque Psyché a marqué la vie nocturne d'Argelès entre 1968 et 1986.

## Culture locale et patrimoine

### Lieux et monuments

#### Patrimoine mégalithique
- Dolmen des Collets de Cotlliure ;
- Cova de l'Alarb ;
- Dolmen de Sant Pere dels Forquets.

#### Patrimoine religieux
- Chapelle Saint-Jérôme d'Argelès XIe ou début XIIe siècle, chapelle préromane du Xe siècle ;
- Église Saint-Ferréol de la Pava, église préromane du Xe siècle, hameau La Pava. L'édifice a été inscrit au titre des monuments historiques en 1991[104].
- Église paroissiale Notre-Dame del Prat (XIVe siècle). L'édifice a été inscrit au titre des monuments historiques en 2004[105]. Plusieurs objets sont référencés dans la base Palissy (voir les notices liées)[105].
- Église Sainte-Marie de Torreneules (IXe siècle), ruinée, massif des Albères ;
- Abbaye de Vallbona (XIIIe siècle), massif des Albères, propriété privée ;
- Chapelle Saint-Laurent-du-Mont (XIIe siècle), massif de la Massane. L'édifice a été classé au titre des monuments historiques en 1994[106].
- Ermitage Notre-Dame-de-Vie, massif de la Massane ;
- Église Saint-Martin-et-Sainte-Croix de Taxo d'Avall XIe ou début XIIe siècle, lieu-dit Taxo d'Avall ;
- Église Saint-Pierre dels Forquets, église préromane ruinée.
- Chapelle Saint-Laurent-du-Mont. L'édifice a été classé au titre des monuments historiques en 1994[107].
- Chapelle Sainte-Marie-Étoile-de-la-Mer.
- Église Sainte-Marie d'Ultrera, en ruines.

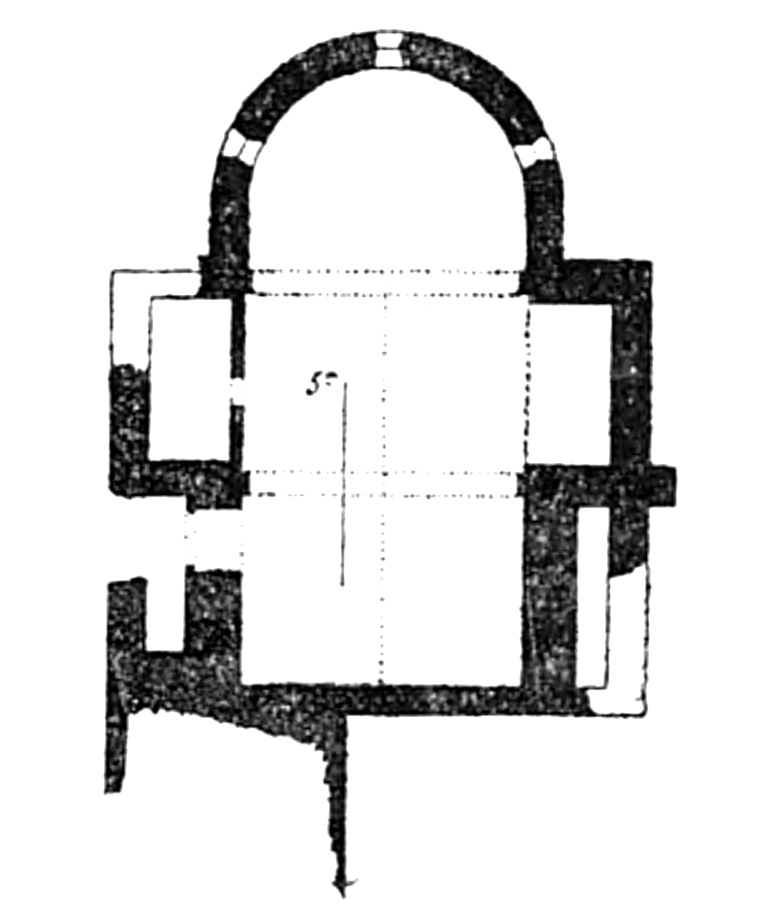
Plan de l'abbatiale de Valbonne
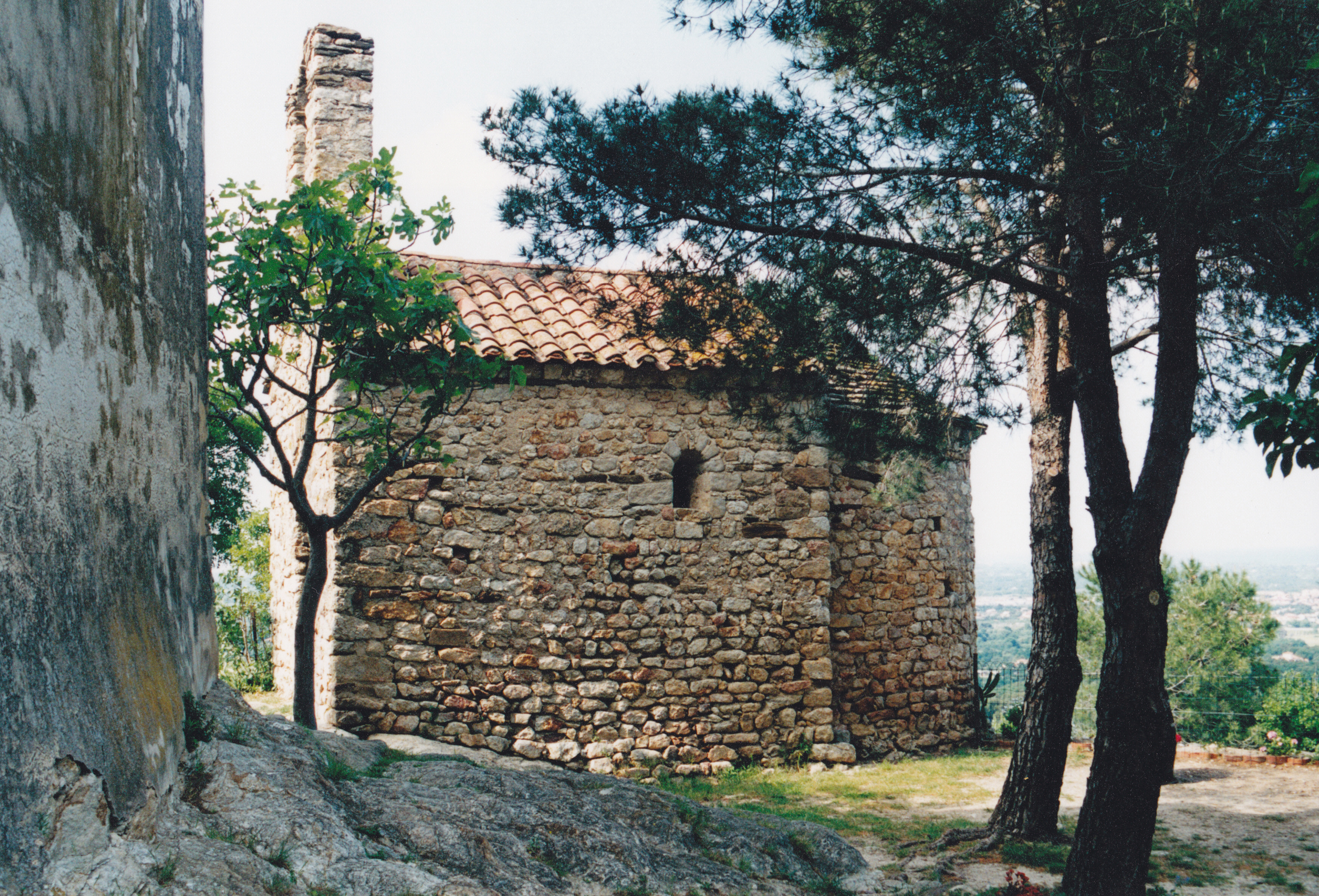
Chapelle Saint-Jérôme d'Argelès
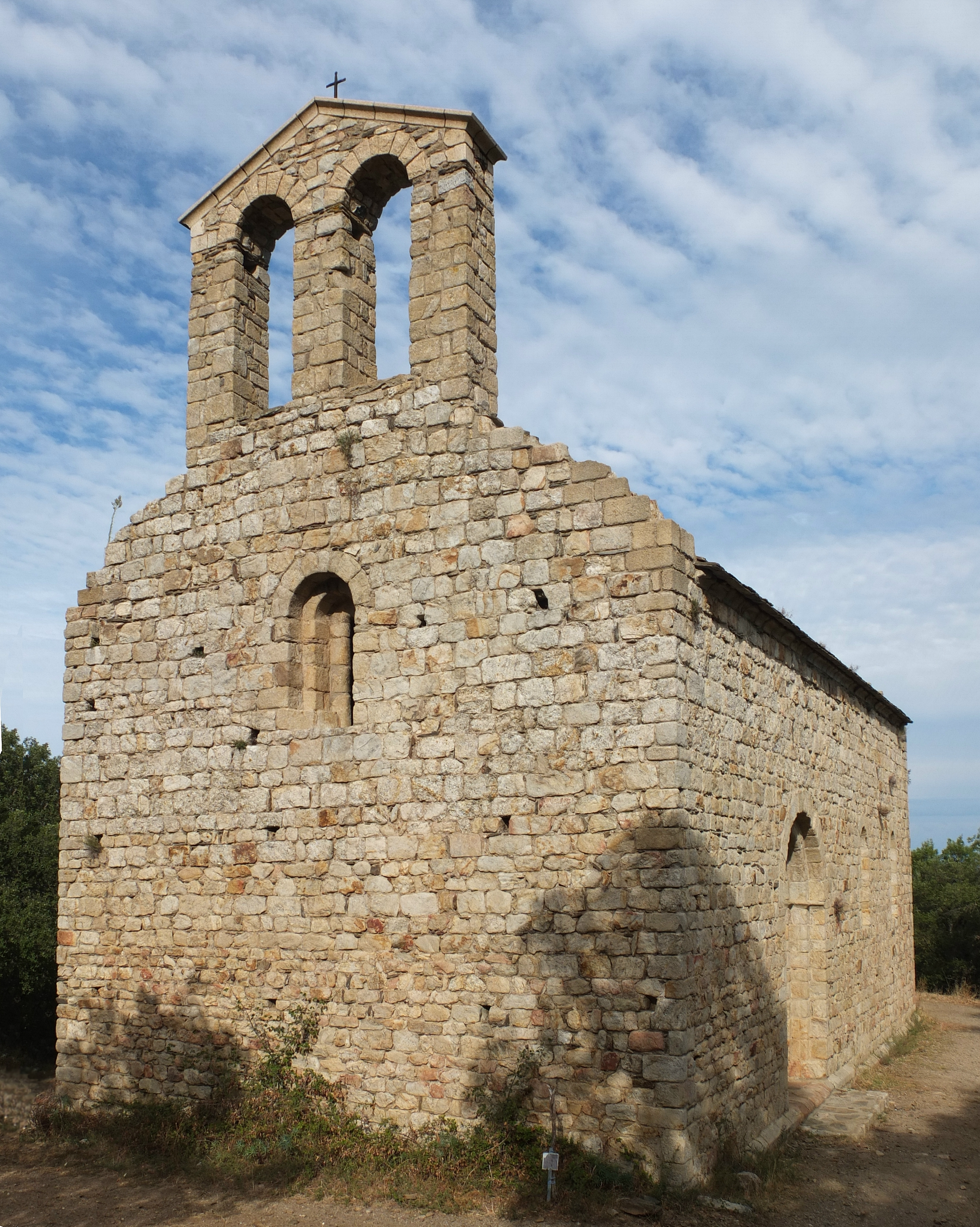
Chapelle Saint-Laurent-du-Mont
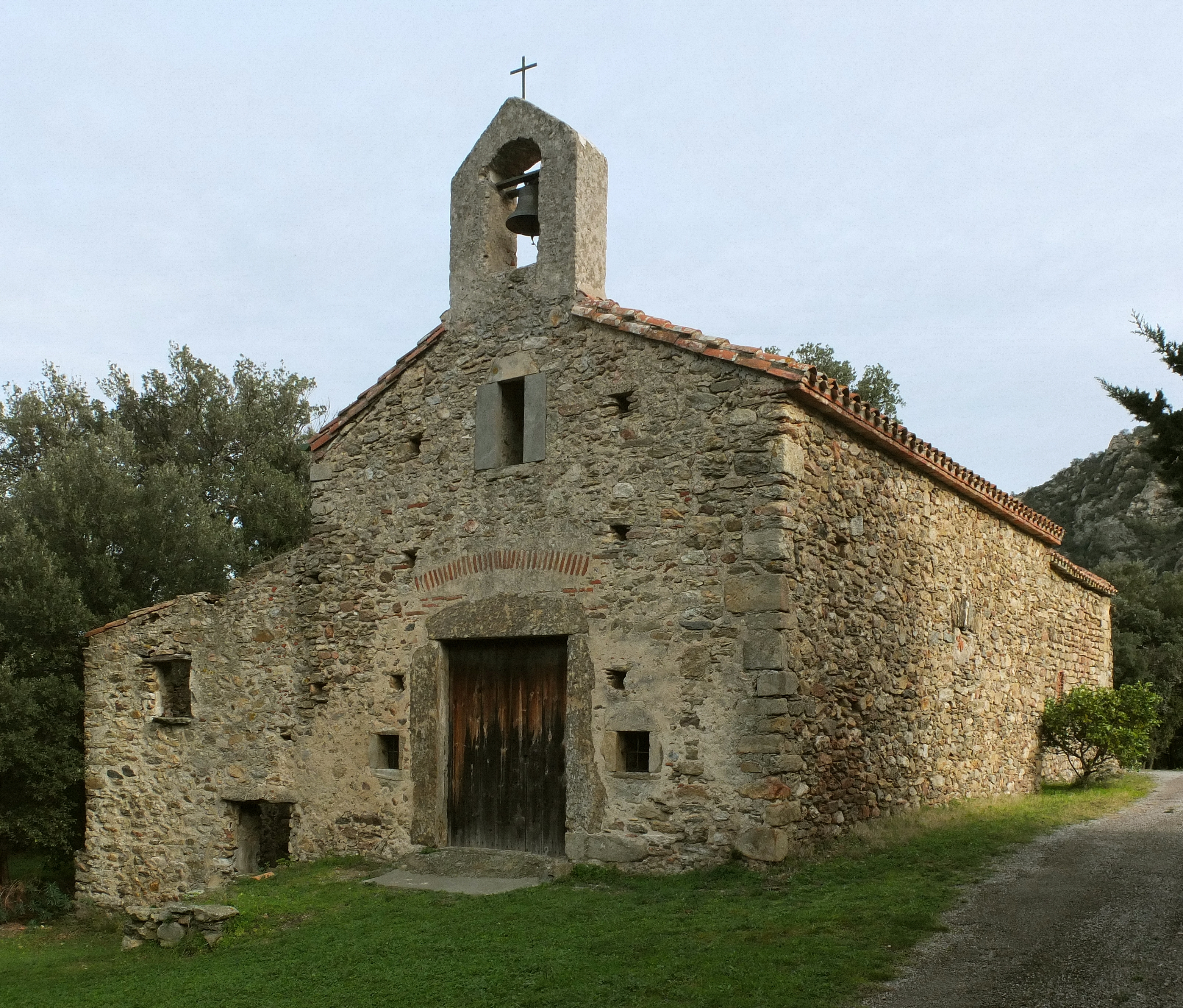
Église Saint-Ferréol de la Pava
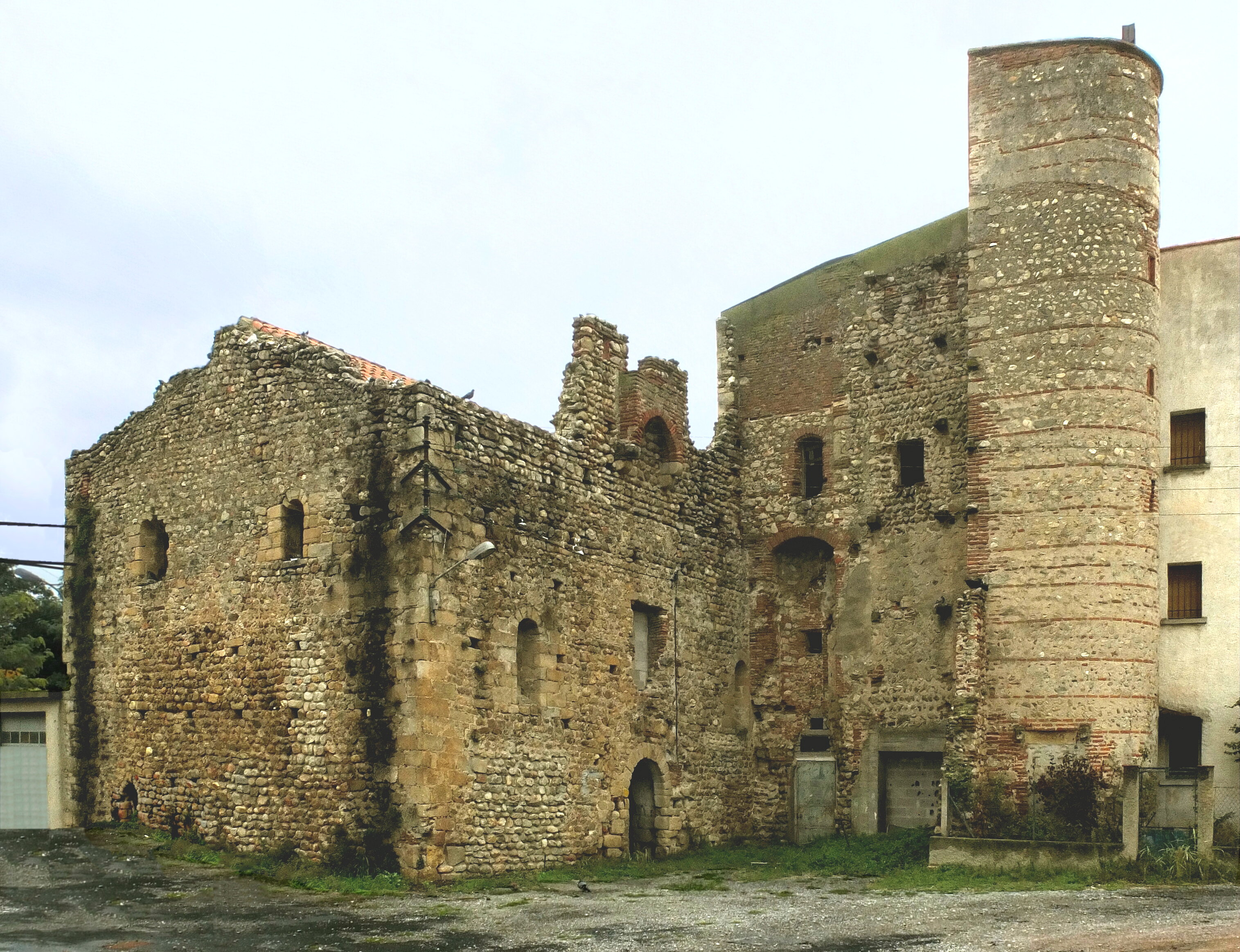
Église Saint-Martin-et-Sainte-Croix de Taxo d'Avall
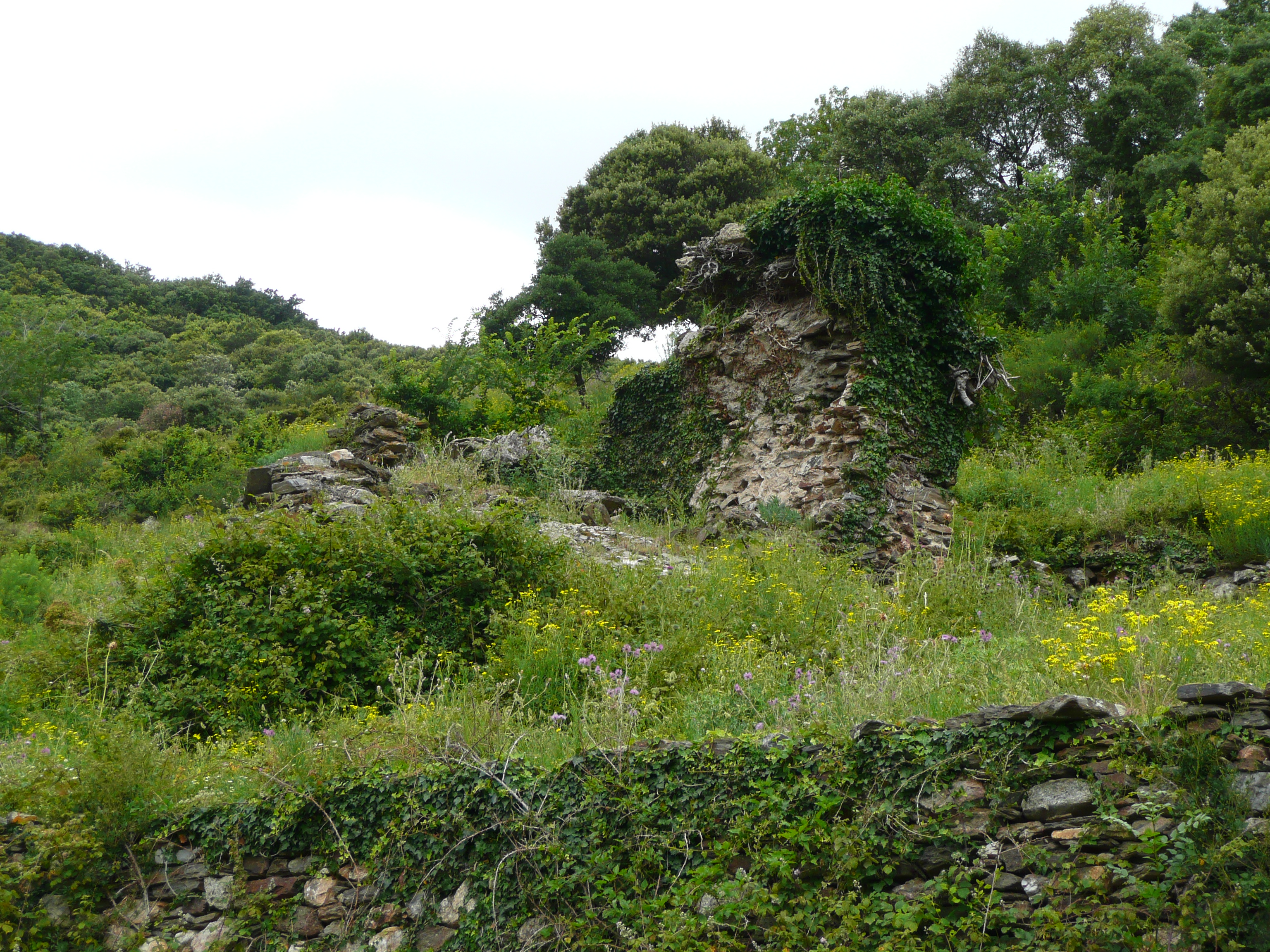
Église Sainte-Marie de Torreneules
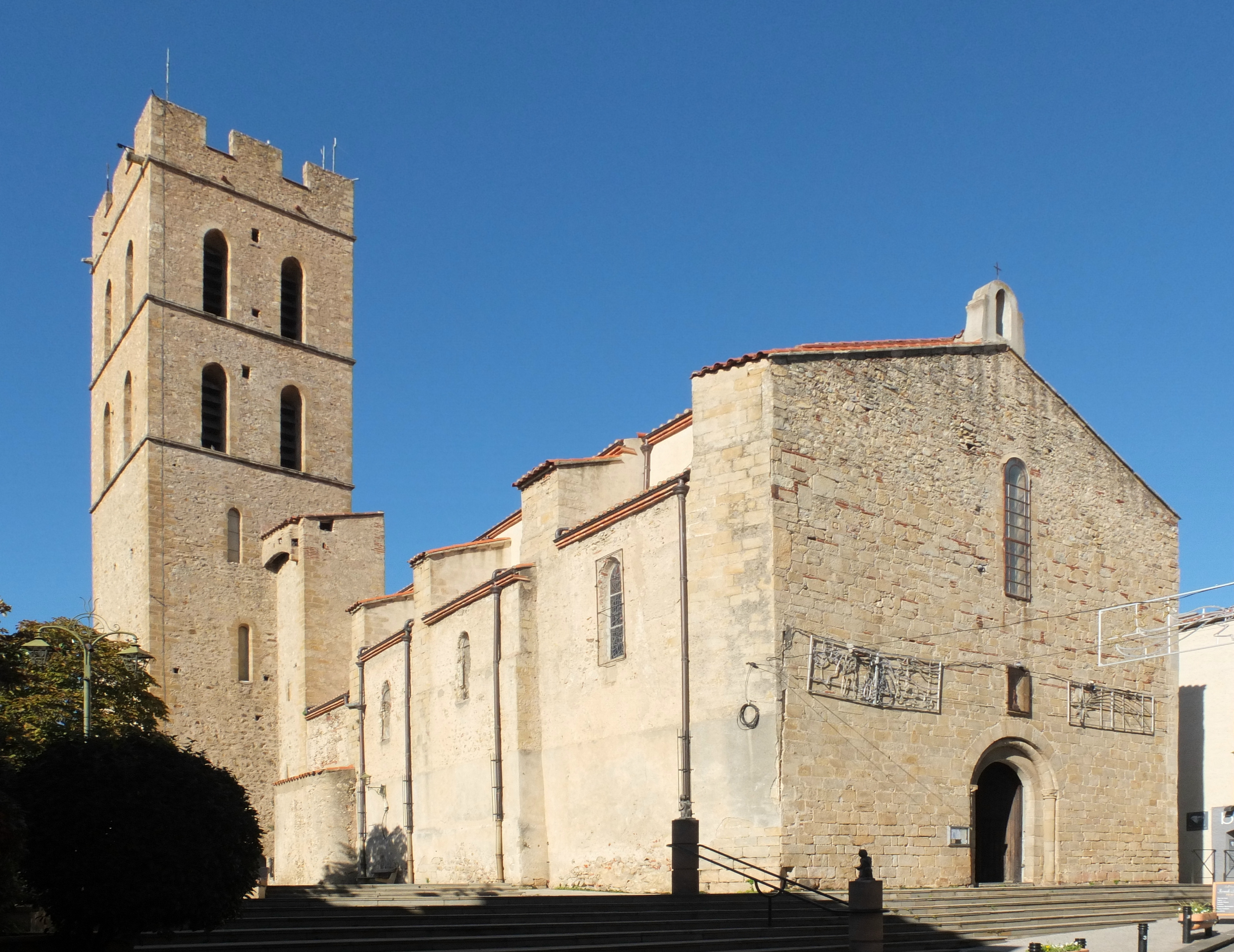
Église Notre-Dame del Prat
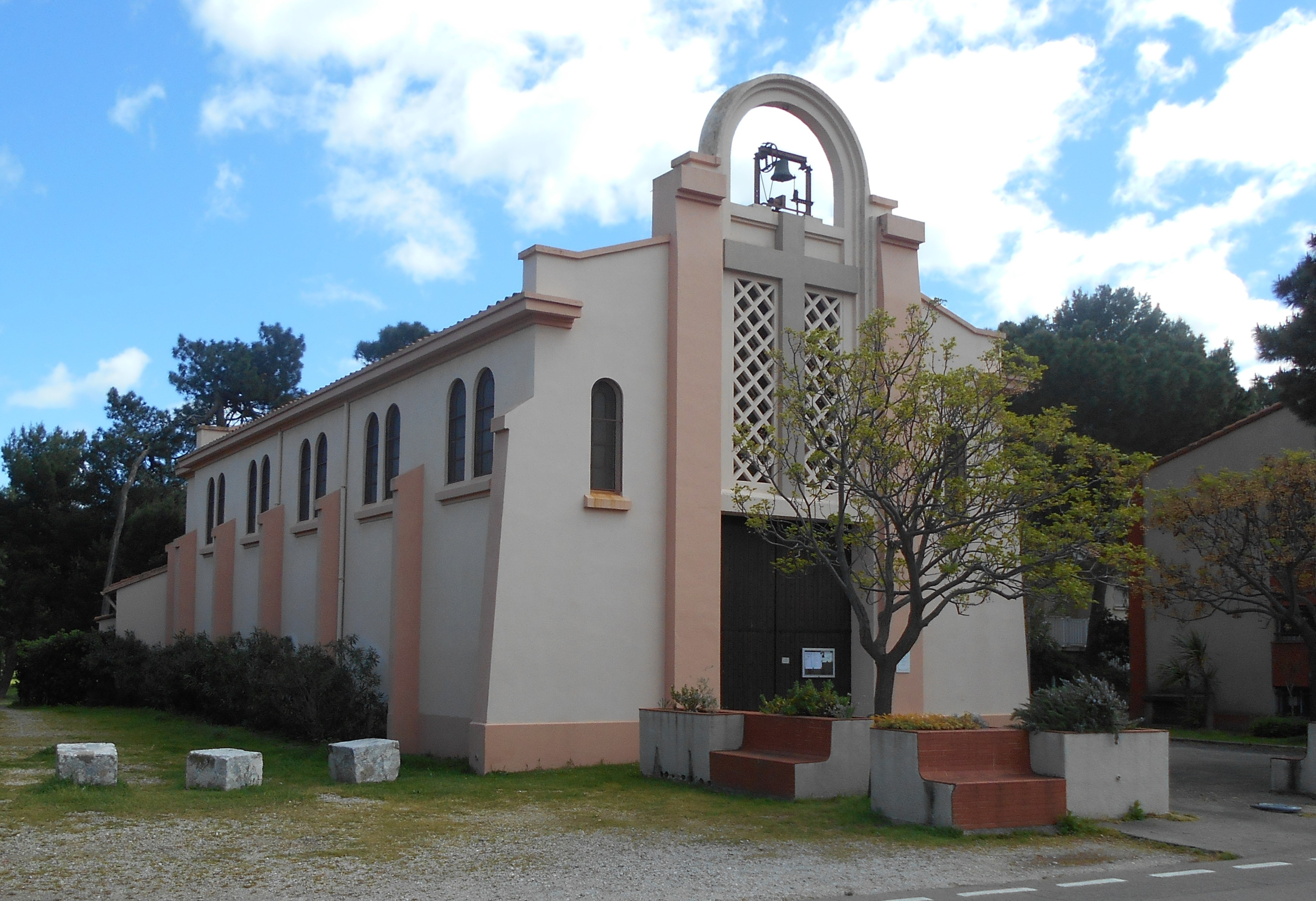
Chapelle Sainte-Marie-Étoile-de-la-Mer
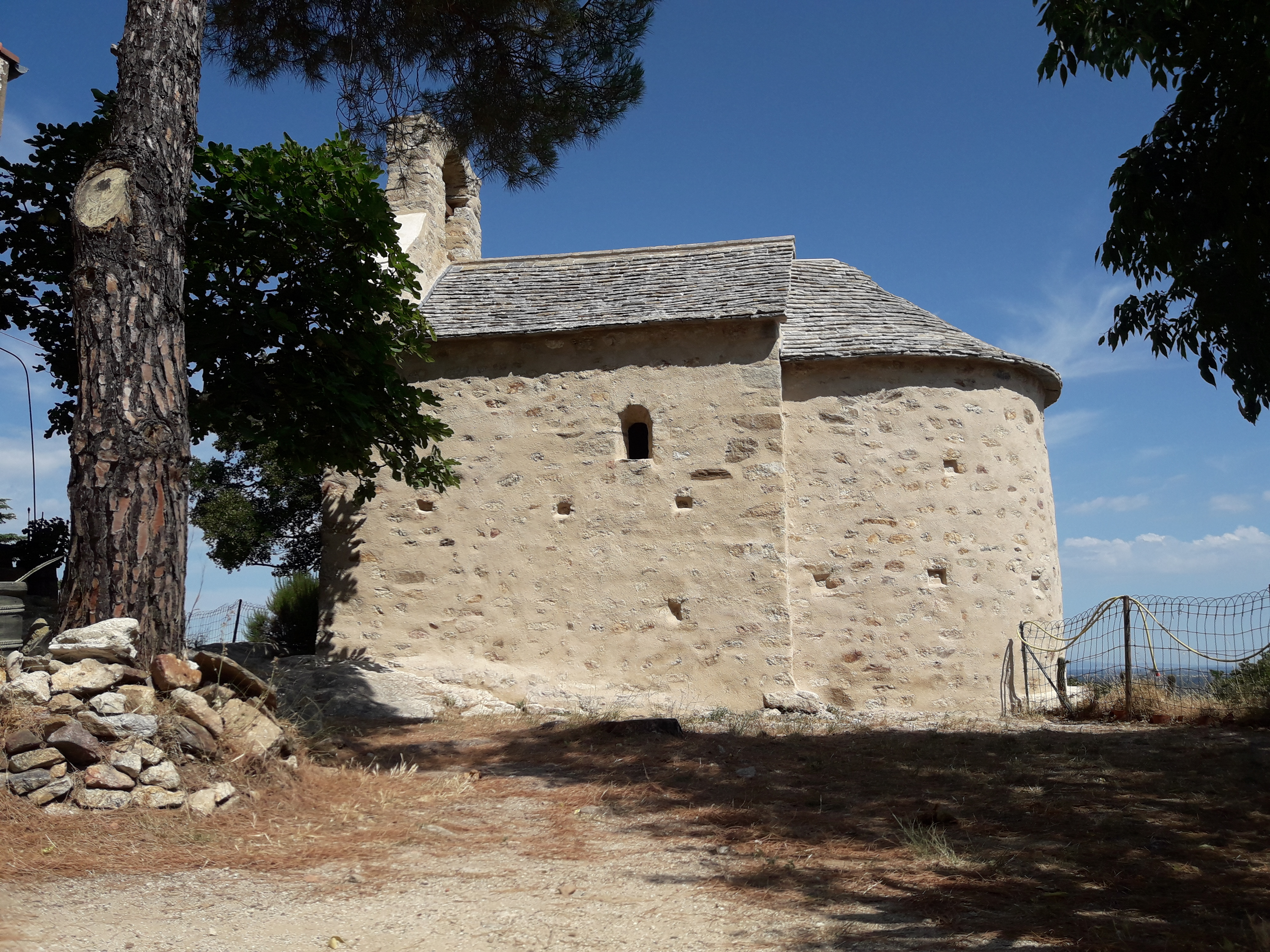
Ermitage Notre-Dame-de-Vie d'Argelès-sur-Mer

#### Patrimoine civil
- Le château de Valmy ;
- Le château de Pujols ;
- Le site de Taxo d'Avall : remparts et église Saint-Martin-et-Sainte-Croix ;
- La tour de la Massane ;
- La Casa de l'Albera, maison du patrimoine présentant les richesses du massif des Albères[108] ;
- Vestiges de l'enceinte fortifiée des XIIIe et XIVe siècles[12] ;
- Vestiges du château d'Ultrera, édifice datant majoritairement de l'époque wisigothique (VIe – VIIe siècles).

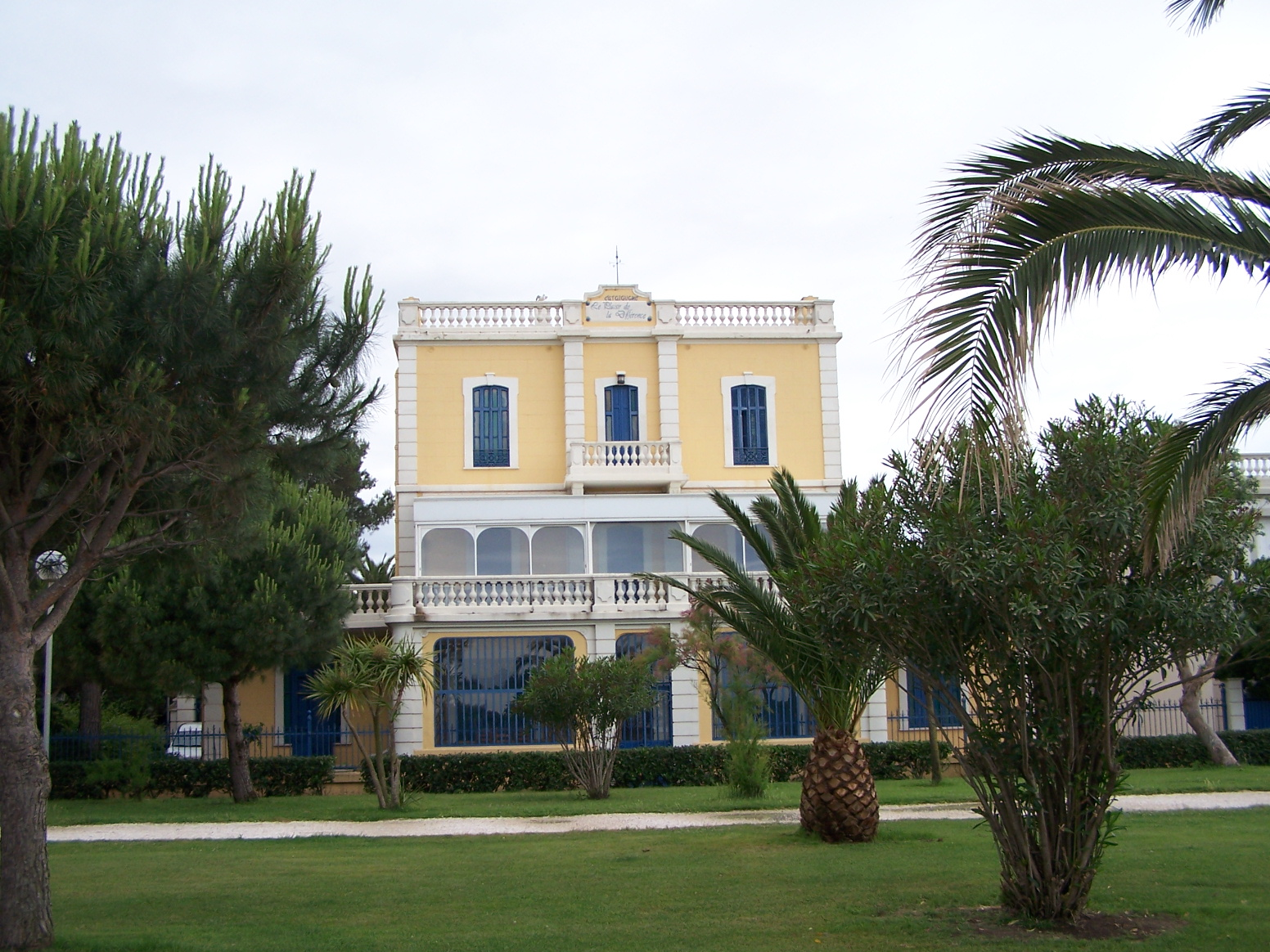
Maison Catalougne.
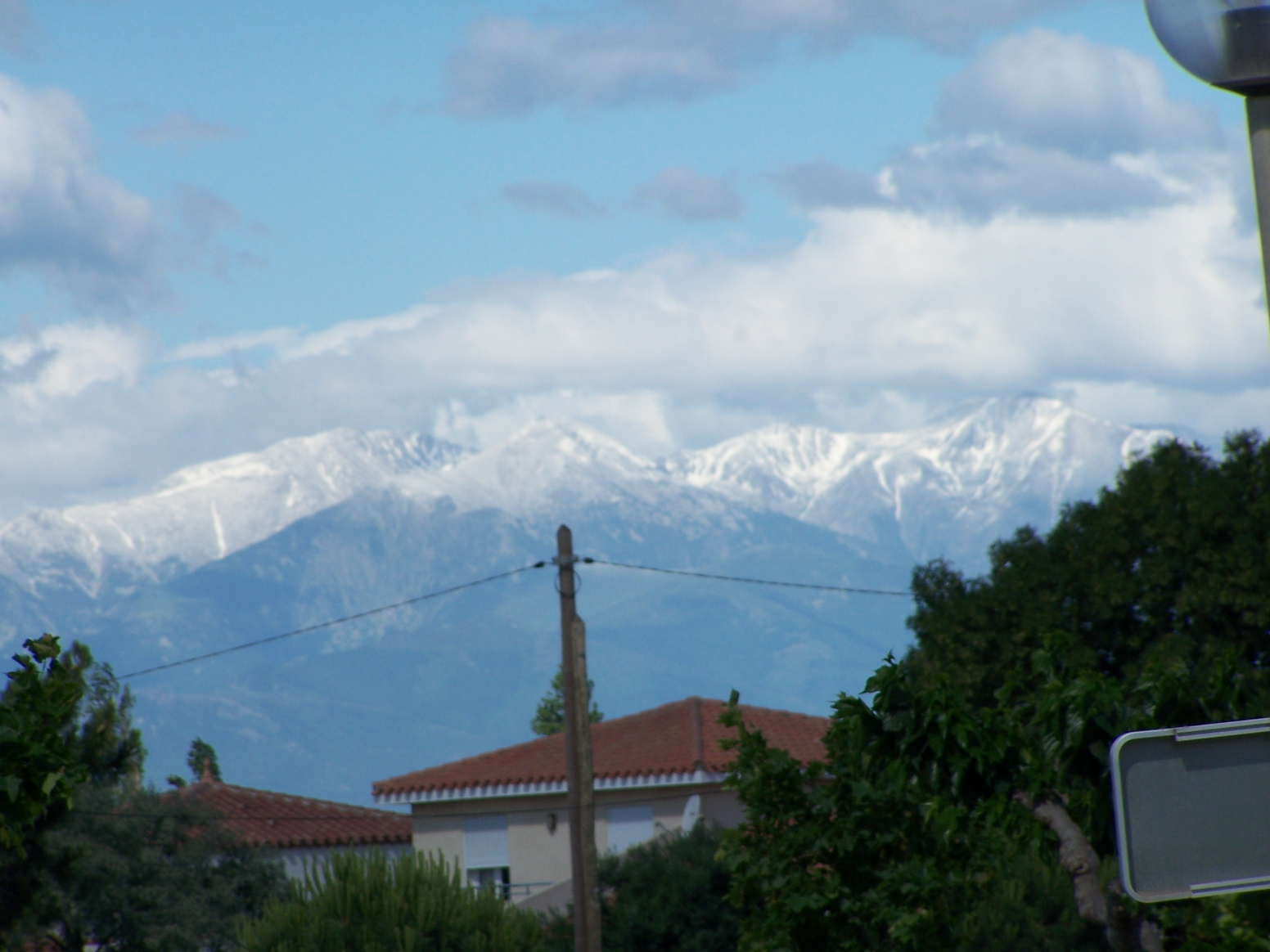
Vue du massif du Canigou depuis le port.
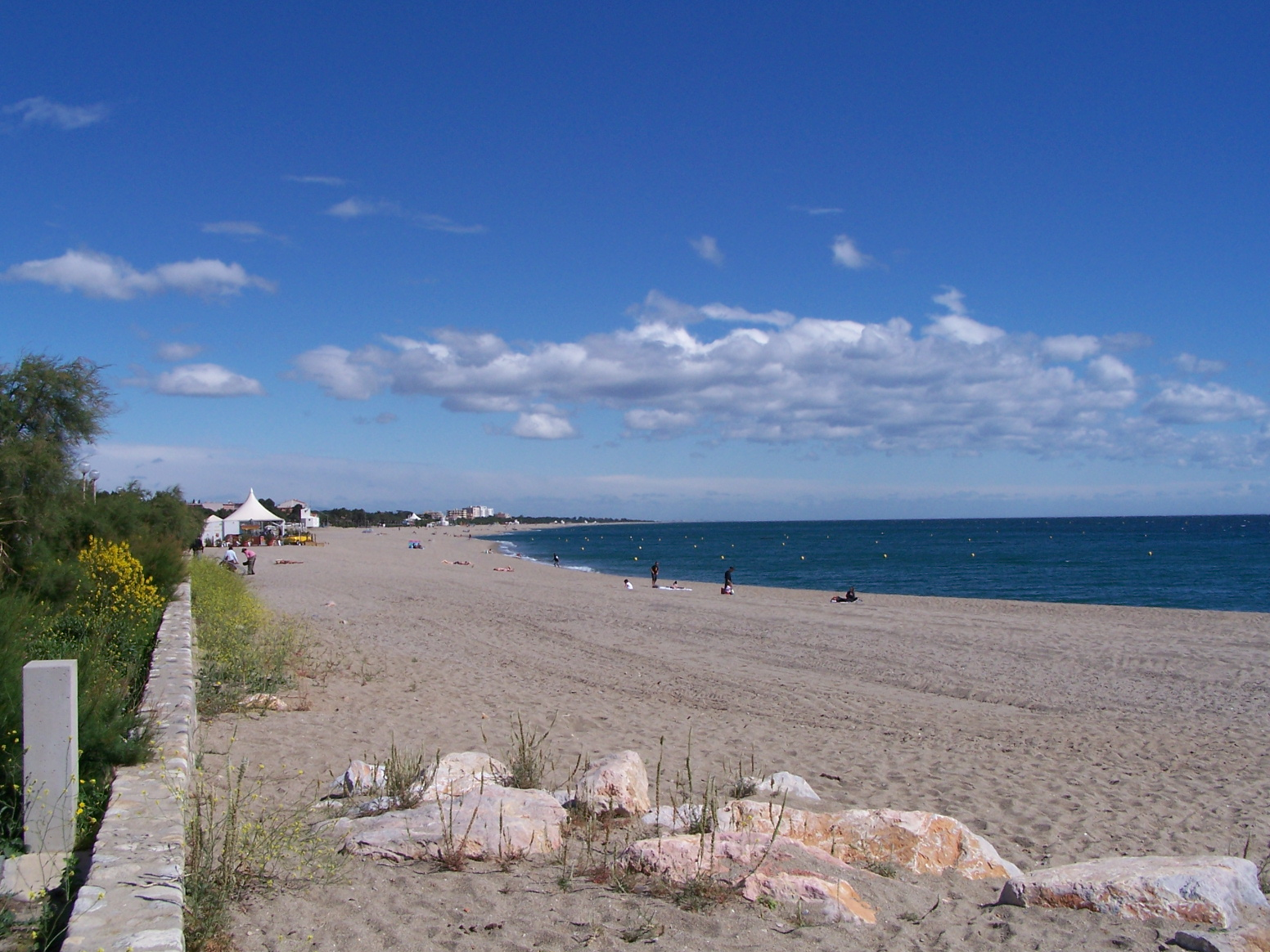
La plage en 2007.

### Patrimoine environnemental
- Réserve naturelle nationale du Mas Larrieu ou bocal du Tech.
- Réserve naturelle nationale de la forêt de la Massane.

Le Bois des pins
À l'initiative du Conseil général qui cherche alors à rentabiliser les différentes portions de territoire du département, la commune d'Argelès accepte que soit réalisé en 1861 un premier essai, près du bord de mer, de plantation de pins d'une étendue de deux hectares. Le financement, intégralement pris en charge par l'État, en est rendu possible par la loi de 1860 sur le reboisement et le gazonnement des montagnes, initialement destinée à lutter contre la déforestation et l'érosion des terrains. Malgré l'échec du premier essai, d'autres plantations sont effectuées les années suivantes, toujours à la charge de l'État. En 1864, la commune d'Argelès est mise en demeure de financer elle-même la suite du projet, ce qu'elle refuse catégoriquement, arguant du manque de moyens. Les plantations continuent alors quelques années avant que l'État ne finisse par abandonner le projet.
La commune héberge de nos jours plus de 8 000 pins centenaires, dont 2 000 dans le secteur du Bois des pins. Après l'implantation du premier camping municipal dans les années 1930, le Bois des pins connaîtra plusieurs campagnes de replantations successives à partir des années 1970, essentiellement de pins parasols et de pins maritimes.
Le site du Racou
Le site du Racou (en catalan : El Racó, provenant du préfixe re- et du latin Cuneus, « coin », situé sur la commune d'Argelès-sur-Mer, est un site naturel appartenant au Conservatoire du littoral et des rivages Lacustres. Le Racou est d'une valeur écologique notable, avec la présence de deux espèces protégées: la Passerine hérissée et l'Armérie du Roussillon, ainsi que plusieurs habitats naturels d'intérêt communautaire. Les paysages de ce site sont remarquables et diversifiés, avec des vues sur les falaises du littoral, des ambiances de sous-bois (Bois de Valmarie), un maquis.
Vallée de la Massane
La Cova de la Tortuga est un petit abri granitique se situant près du hameau de La Pave. Des fouilles archéologiques ont été réalisées en 1958 et 1959 par Roger Grau et une partie du mobilier est actuellement en exposition à la Maison du Patrimoine Françoise-Claustre à Céret. Cette grotte fait partie de la Route des tortues en Catalogne.

### Personnalités liées à la commune
- François Joseph Antoine Bertrand de Palmarole (1755-1816) : général des armées de la République et de l'Empire, mort à Argelès ;
- Jules Pams (1852-1930) : député, ministre, sénateur ;
- Marcelle Narbonne (1898-2012) : supercentenaire morte à Argelès-sur-Mer ;
- Gaston Pams (1918-1981) : maire de 1953 à 1981, sénateur de 1959 à 1981 ;
- Jordi Barre (1920-2011) : auteur-compositeur-interprète né à Argelès-sur-Mer ;
- Frédéric Trescases (1921-2014) : international de rugby ;
- André Vinas (1925-2017) : écrivain ayant vécu et mort à Argelès-sur-Mer ;
- Roger Capell (1929-2010) : joueur de rugby, champion de France de rugby à XV en 1955 avec l'USAP ;
- Jean Carrère (1930-2022) : international de rugby, né à Argelès-sur-Mer et maire de 1983 à 2001 ;
- Pierre Aylagas (1942-) : entraîneur de rugby, maire d'Argelès-sur-Mer depuis 2001, conseiller général depuis 1998 ;
- Alain Escalle (1967-) : réalisateur né à Argelès-sur-Mer ;
- Marc Lièvremont (1968-) : international de rugby ;
- Thomas Lièvremont (1973-) : international de rugby ;
- Matthieu Lièvremont (1975-) : international de rugby ;
- Nicolas Mas (1980-) : international de rugby.

### Héraldique
| Armes d'Argelès-sur-Mer | Les armes peuvent se blasonner ainsi : D'argent à un argelac (ajonc épineux) de sinople fleuri de sept pièces d'or, accompagné de trois fleurs de lys d'azur, deux aux flancs et une en pointe, à la champagne aussi de sinople. |

### Culture populaire
Littérature
- Antoine Parra, Aubes meurtrières à Argelès, Perpignan, Cap Béar éditions, coll. « Polar », 2009, 150 p. (ISBN 978-2-35066-059-2, BNF 41249276)